# たのしい一年生
『たのしい一年生』（たのしいいちねんせい）は、かつて存在した日本の学年別の総合雑誌である。編集・発行講談社。「講談社の繪本」（のちの「講談社の絵本」）シリーズとして学期ごとに発行した書籍『タノシイ一年生』（1939年 - 1940年）、『國民學校タノシイ一年生』（こくみんがっこうたのしいいちねんせい、1941年 - 1942年）、同じく同絵本シリーズの『たのしい一年生』（1950年 - 1956年）を前身とする。1956年9月月刊誌化、1963年3月休刊。
本項では、追って創刊されたが短命に終わった『たのしい二年生』（たのしいにねんせい、1957年 - 1963年）、『たのしい三年生』（たのしいさんねんせい、1957年 - 1963年）、『たのしい四年生』（たのしいよねんせい、1958年 - 1963年）、『たのしい五年生』（たのしいごねんせい、1959年 - 1963年）、『たのしい六年生』（たのしいろくねんせい、1960年 - 1963年）についても詳述する。

休刊後の時期にかつて存在した、同社による同名の小学校入学準備雑誌については、

## 略歴
- 1936年（昭和11年）12月 - 大日本雄辯會講談社（現在の講談社）が「講談社の繪本」を創刊、当初は絵本のシリーズであった。
- 1939年（昭和14年）4月 - 同シリーズの1冊として、新学期に向けた書籍『タノシイ一年生』（講談社の繪本 104）を発行する[1]。監修に田中豐太郎、福島鶴吉、和田實を迎える[1]。定価50銭。
  - 同年9月 - 2学期の開始に向けて『タノシイ一年生 第二學期』（講談社の繪本 121）を発行する[3]。
- 1941年（昭和16年）1月 - 3学期の開始に向けて『タノシイ一年生 第三學期』（講談社の繪本 133）を発行する[4]。
  - 同年4月 - 同年3月1日の国民学校令により小学校が国民学校（初等科）となったことを受けて、『國民學校タノシイ一年生 ダイ一ガッキ』（講談社の繪本 174）とタイトルを新たに発行する[2]。
  - 同年9月 - 『國民學校タノシイ一年生 ダイ二ガクキ』（講談社の繪本 187）を発行する[5]。
- 1942年（昭和17年）1月 - 『國民學校タノシイ一年生 ダイ三ガクキ』（講談社の繪本 197）をもって戦前の発行は終了する[6]。
- 1950年（昭和25年）3月15日 - 「講談社の絵本」（第2期）とシリーズを改め、新学期に向けて『たのしい一年生 だい一がっき』（講談社の絵本 26）を発行する[7]。定価130円。「講談社の絵本」シリーズによって『たのしい一年生 だい二がっき』、『たのしい一年生 だい三がっき』も発行され、これは、1956年（昭和31年）3月発行の『たのしい一年生 だい一がっき』（講談社の絵本 561）まで続刊する[8]。
- 1956年（昭和31年）9月 - 2学期の開始に向けて月刊誌『たのしい一年生』を創刊、創刊号を9月号（第1巻第1号）とする[9]。
  - 同年12月 - 『婦人倶楽部』第37巻第12号の巻末に、野間省一社長名で社告『「たのしい二年生」「たのしい三年生」発刊について』が打たれる[10]。
- 1957年（昭和32年）1月 - 『たのしい二年生』、『たのしい三年生』を創刊、創刊号をそれぞれ1月号（第1巻第1号）とする[11][12]。
- 1958年（昭和33年）4月 - 『たのしい四年生』を創刊、創刊号を4月号（第14巻第4号、前身雑誌『幼年クラブ』）とする[13]。
- 1959年（昭和34年）4月 - 『たのしい五年生』を創刊、創刊号を4月号（第1巻第1号）とする[14]。
- 1960年（昭和35年）4月 - 『たのしい六年生』を創刊、創刊号を4月号（第1巻第1号）とする[15]。
- 1963年（昭和38年）3月 - 学年末に向けて発行された3月号（各巻12号）をもって、すべての学年誌を休刊する[11][12][13][14][15][16]。

## 概要
大日本雄辯會講談社（新字体:大日本雄弁会講談社、現在の講談社）が、第二次世界大戦後の「講談社の絵本」の前身となる「講談社の繪本」のリリースを、1936年（昭和11年）12月に開始し、その2年後の1939年（昭和14年）4月、同シリーズの第104巻として、尋常小学校（のちの国民学校、現在の小学校）への新入学に向けた書籍『タノシイ一年生』を発行したのが、そもそもの始まりであった。監修に迎えた東京高等師範学校（のちの東京教育大学、現在の筑波大学）訓導であった教育学者の田中豊太郎、東京市緑尋常小学校（現在の墨田区立緑小学校）第6代校長の福島鶴吉、東京目白保姆学校（現在の東京教育専門学校、和田実学園）の創立者・和田實を迎える。

1945年（昭和20年）の第二次世界大戦後は、野間省一が4代目社長に就任し、「講談社の繪本」は「講談社の絵本」と新字体になるとともに通巻を改め、1950年（昭和25年）3月15日には、戦前と同じく学期始めごとの書籍として、『たのしい一年生 だい一がっき』を刊行した。このシリーズは、1956年（昭和31年）3月発行の『たのしい一年生 だい一がっき』まで続いた。当時の編集長は、常務取締役編集局長の高村重惟であった。この時点で同社は、戦前戦後を通じて、「講談社の絵本」シリーズを始め、書籍においても雑誌においても、小学校1年生向け以外の学年誌は、まだ発行していなかった。同年9月、2学期の開始に向けて同シリーズを月刊誌化し、『たのしい一年生』を創刊、創刊号を9月号（第1巻第1号）とした。同誌が対象とするのは「1949年（昭和24年）4月2日 - 1950年（昭和25年）4月1日生まれ」の学年で、これは第一次ベビーブーム（団塊の世代）におけるピークを示す時期（出生数269万6,638人、1949年）を含む学年であった。幼稚園児に対しても、同年1月から『こどもクラブ』（かつての『コドモヱバナシ』）を『幼稚園くらぶ』と改称していたが、『たのしい一年生』創刊後の同年12月には、『たのしい幼稚園』と改め、誌名を連携させた。
この新たに創刊した『たのしい一年生』には、監修者に当時東京教育大学教授でありのちに和光大学を創設することになる梅根悟（1903年 - 1980年）、東京大学教育学部教授の海後宗臣（1901年 - 1987年）、東京学芸大学学長であった教育学者・木下一雄（1890年 - 1989年）の3名を迎え、創刊号には「監修者のことば おかあさまへ」を掲載した。同創刊号にはほかに、剣道家の佐藤卯吉（1895年 - 1975年）が「おかあさまがたが待っていた雑誌」、戦前の綴方教育で知られる松本正勝が「新学習雑誌に期待する」、東京教育大学の山田栄（博士、1902年 - 没年不詳）が「すぐれた学習雑誌」、同じく教育学者の内田安久（1899年 - 1995年）が「一年生の栄養になる雑誌」といった賛辞・推薦文をそれぞれ掲載し、同社の野間省一が社長名で「新しい時代に新しい学習雑誌を」という一文を掲載している。
『たのしい幼稚園』『たのしい一年生』『たのしい二年生』『たのしい三年生』は創刊時、それぞれ20万部を発行した。
1961年（昭和36年）1月発売の『たのしい一年生』1月号（第5巻第10号）誌上で、永田竹丸が同誌に連載していた『びっくるくん』が第1回講談社児童漫画賞を受賞したことを発表、受賞作家の永田についての紹介記事を掲載している。
1963年（昭和38年）3月、前年度の各学年末に向けて発行された3月号（各巻12号）をもって、すべての学年誌を休刊する。『出版年鑑1966』によれば、小学生の総数のピークを過ぎたことが、講談社の学年誌事業の整理の一因であるとし、「児童向け雑誌の乱立時代」は過ぎたと総括している。したがって、同年4月に小学校に入学する「1956年（昭和31年）4月2日 - 1957年（昭和32年）4月1日生まれ」の学年は、リアルタイムで『たのしい一年生』ならびに「講談社の学年誌」を手にすることができない最初の学年となった。

## 対象学年
1956年度の始まる1956年（昭和31年）4月に小学校に入学した「1949年（昭和24年）4月2日 - 1950年（昭和25年）4月1日生まれ」の学年を「1949年度生まれ」と呼ぶとして、同学年の児童たちが入学を目前とした同年3月には、「講談社の絵本561」として『たのしい一年生 だい一がっき』が発行された。同年9月に月刊誌『たのしい一年生』が創刊、翌1957年（昭和32年）1月には『たのしい二年生』および『たのしい三年生』、1958年（昭和33年）4月には『たのしい四年生』、1959年（昭和34年）4月には『たのしい五年生』、1960年（昭和35年）4月には『たのしい六年生』がそれぞれ創刊しており、同学年は、1961年度末の1962年（昭和37年）3月の小学校卒業まで、休刊をみることなく講談社の学年誌を享受できたことになる。
この「1949年度生まれ」の学年より1学年早い「1948年度生まれ」（1948年（昭和23年）4月2日 - 1949年（昭和24年）4月1日生まれ）の学年の児童たちは、「講談社の絵本」としての『たのしい一年生 だい三がっき』を購読した後、2年次に進級する1956年（昭和31年）4月になると、講談社が購読対象とする学年誌がなかったが、3学期を迎える翌1957年（昭和32年）1月には『たのしい二年生』が創刊され、同年4月からは、同誌と同時に創刊された『たのしい三年生』を購読することができた。その後は、この学年が進級する4月ごとに『たのしい四年生』、『たのしい五年生』、『たのしい六年生』がそれぞれ創刊しており、同学年は、1960年度末の1961年（昭和36年）3月の小学校卒業まで、2年次の空白期を除いて、休刊をみることなく講談社の学年誌を享受できたことになる。
「1949年度生まれ」の学年より1学年遅い「1950年度生まれ」（1950年（昭和25年）4月2日 - 1951年（昭和26年）4月1日生まれ）の学年の児童たちは、1957年（昭和32年）4月の小学校進学時には、すでに前年9月に月刊誌『たのしい一年生』が創刊されており、のちに『たのしい六年生』が休刊するのは、1962年度末の1963年（昭和38年）3月に発行された号を最後としており、これは同学年の卒業時である。同学年は、小学校卒業まで、休刊や空白時期をみることなく講談社の学年誌を享受できた「最初で最後の学年」である。
「1951年度生まれ」（1951年（昭和26年）4月2日 - 1952年（昭和27年）4月1日生まれ）の学年、「1952年度生まれ」（1952年（昭和27年）4月2日 - 1953年（昭和28年）4月1日生まれ）の学年、「1953年度生まれ」（1953年（昭和28年）4月2日 - 1954年（昭和29年）4月1日生まれ）の学年、「1954年度生まれ」（1954年（昭和29年）4月2日 - 1955年（昭和30年）4月1日生まれ）の学年、「1955年度生まれ」（1955年（昭和30年）4月2日 - 1956年（昭和31年）4月1日生まれ）の学年はそれぞれ、『たのしい五年生』、『たのしい四年生』、『たのしい三年生』、『たのしい二年生』、『たのしい一年生』の最後の購読対象学年であり、それぞれが6年次、5年次、4年次、3年次、2年次に進級した1963年（昭和38年）4月には、講談社が購読対象とする学年誌が存在しなかった。同様に、「1956年度生まれ」（1956年（昭和31年）4月2日 - 1957年（昭和32年）4月1日生まれ）の学年が小学校に進学したときには、講談社が購読対象とする学年誌がすべて存在しなくなっていた。
|                | 1955年度                                    | 1956年度                                   | 1957年度       | 1958年度       | 1959年度       | 1960年度       | 1961年度       | 1962年度                              | 1963年度 |
| -------------- | ------------------------------------------- | ------------------------------------------ | -------------- | -------------- | -------------- | -------------- | -------------- | ------------------------------------- | -------- |
| 1947年度生まれ |                                             | たのしい三年生 （翌年1月創刊）             |                |                |                |                |                |                                       |          |
| 1948年度生まれ | （講談社の絵本 たのしい一年生）             | たのしい二年生 （翌年1月創刊）             | たのしい三年生 | たのしい四年生 | たのしい五年生 | たのしい六年生 |                |                                       |          |
| 1949年度生まれ | こどもクラブ ⇒ 幼稚園くらぶ （翌年1月改称） | たのしい一年生 （9月創刊）                 | たのしい二年生 | たのしい三年生 | たのしい四年生 | たのしい五年生 | たのしい六年生 |                                       |          |
| 1950年度生まれ |                                             | 幼稚園くらぶ ⇒ たのしい幼稚園 （12月改称） | たのしい一年生 | たのしい二年生 | たのしい三年生 | たのしい四年生 | たのしい五年生 | たのしい六年生 （学年末をもって休刊） |          |
| 1951年度生まれ |                                             |                                            | たのしい幼稚園 | たのしい一年生 | たのしい二年生 | たのしい三年生 | たのしい四年生 | たのしい五年生 （学年末をもって休刊） |          |
| 1952年度生まれ |                                             |                                            |                | たのしい幼稚園 | たのしい一年生 | たのしい二年生 | たのしい三年生 | たのしい四年生 （学年末をもって休刊） |          |
| 1953年度生まれ |                                             |                                            |                |                | たのしい幼稚園 | たのしい一年生 | たのしい二年生 | たのしい三年生 （学年末をもって休刊） |          |
| 1954年度生まれ |                                             |                                            |                |                |                | たのしい幼稚園 | たのしい一年生 | たのしい二年生 （学年末をもって休刊） |          |
| 1955年度生まれ | （生誕）                                    |                                            |                |                |                |                | たのしい幼稚園 | たのしい一年生 （学年末をもって休刊） |          |
| 1956年度生まれ |                                             | （生誕）                                   |                |                |                |                |                | たのしい幼稚園                        |          |

## おもな掲載作品
以下は、国立国会図書館蔵書にみる、各誌におけるおもな掲載作品の一覧である。題名・作者名の後にあるひらがな表記等は、単純なよみがなではなく、すべて連載中の別題あるいは別名・別表記、もしくはより知られた表記である。伝記ものの題名の後にある表記は、正確な人名である。

### たのしい一年生
小説・読物等
- 『けんちゃんとぽち』、浜田廣介（はまだひろすけ、浜田広介）・安泰、1956年9月 - 1957年3月
- どうわ『れい子ちゃん』、畔柳二美・林義雄、1956年9月 - 同年12月
- 『ちゅうたくんのぼうけん』、久米元一・沢井一三郎、1956年9月 - 1957年3月
- どうわ『お山のがっこう』、富沢有為男・井口文秀、1956年9月 - 1957年3月
- 『はたらきもののいわん』、土家由岐雄・鈴木未央子、1956年9月
- 『かんしんないぬのはなし』、白木茂・矢車涼、1956年9月
- 『いっきゅうさん』、玉虫とよ・河目悌二、1956年9月
- 『めいさくえばなしきつねのさいばん』、坪田譲治・黒崎義介、1956年9月
- 『ぞうさんのさんぽ』、土家由岐雄・黒崎義介・西條八十、1956年10月
- 『てんぐのうちわ』、坪田譲治・川島はるよ、1956年10月
- 『にるすのぼうけん』、与田凖一・鈴木寿雄、1956年10月
- 『さんたとたぬき』、青木茂・矢車涼、1956年11月
- 『おむすびころりん』、坪田譲治・黒崎義介、1956年11月
- 『しんでれらひめ』、平井芳夫・松本かつぢ、1956年11月
- 『あきちゃんのあかいまり』、久米みのる・茨木啓一、1956年12月
- 『かぶらのたいしょう』、大木雄二・井江春代、1956年12月
- 『しいのみひろい』、坪田譲治・鈴木未央子、1956年12月
- 『がりばーとこびとのくに』、土家由岐雄・せんばたろう（センバ太郎）、1956年12月

- どうわ『まあちゃんのおうち』、壺井栄・黒崎義介、1957年1月 - 1957年3月
- にっぽんむかしえばなし『ねずみのすもう』、坪田譲治・安泰、1957年1月
- めいさくえばなし『おかしのいえ』、西山敏夫・鈴木寿雄、1957年1月
- 日本むかしえばなし『おにをぱくり』、坪田譲治・鈴木寿雄、1957年2月
- 『さんたと大いのしし』、青木茂・矢車涼、1957年2月
- めいさくえばなし『はくちょうのおうじ』、大木雄二・松本かつぢ、1957年2月
- にっぽんむかしえばなし『ちからくらべ』、坪田譲治・石田英助、1957年3月
- いそっぷどうわ『めんどりとだいや』、宮脇紀雄・安泰、1957年3月
- 『としちゃんの口ぶえ』、筒井敬介・鈴木寿雄、1957年3月
- 『なみだでかいたねずみ』、森久保仙太郎・新井五郎、1957年3月
- めいさくえばなし『ふしぎのくにのありす』、佐藤義美・藤井千秋、1957年3月

- 『こりすのちょろすけ』、はまだひろすけ（浜田広介）・安泰、1957年4月- 同年12月
- 『たろうくんとはなこさん』、武者小路実篤・黒崎義介、1957年4月- 同年12月
- どうわ『ちこちゃんとあかちゃん』、佐多稲子・井口文秀、1957年4月- 同年9月
- 『くろちゃん』、茨木啓一・佐藤徳則、1957年4月- 同年7月
- 『こねこのみけちゃん』、久米元一・せおたろう（瀬尾太郎）、1957年4月- 同年11月
- にっぽんむかしえばなし『おむすびころりん』、坪田譲治・鈴木寿雄、1957年4月
- 『いきはめそめそ かえりはにこにこ』、国分一太郎・沢井一三郎、1957年4月
- 『なきだしたぶうちゃん』、河野陽子・沢田正太郎、1957年4月
- いそっぷどうわ『よくばりこいぬ』、吉田光一・藤城清治、1957年4月
- めいさくえばなし『あかずきんちゃん』、佐藤義美・藤井千秋、1957年4月
- 『ぶんぶくちゃがま』、坪田譲治・鈴木寿雄、1957年5月
- 『おおかみとこやぎ』、柴野民三・藤井千秋、1957年5月
- にっぽんむかしえばなし『きんたろうさん』、坪田譲治・鈴木寿雄、1957年6月
- せかいめいさくえばなし『じゃっくとまめのき』、与田凖一・藤井千秋、1957年6月
- 伝承絵話『たなばたひめ』、西山敏夫・林義雄、1957年7月
- せかいめいさくえばなし『3びきのくまさん』、藤井千秋、1957年7月
- りかまんが『おりこうけんちゃん』、茨木啓一・飯塚徹也、1957年8月
- せかいめいさく『ちびくろさんぼ』、藤井千秋、1957年8月
- にっぽんむかしばなし『こびとのうす』、坪田譲治・清水崑、1957年8月
- 日本むかしばなし『ぜんぺいさんのたび』、坪田譲治・鈴木寿雄、1957年9月
- せかいめいさく『もりのなかよし』、林義雄、1957年9月
- にっぽんむかしばなし『おにのおなか』、坪田譲治・鈴木寿雄、1957年10月
- 『ぞうのうんどうかい』、粉川真三郎・清水勝、1957年10月
- ふらんすのおはなし『おやゆびこぞう』、林義雄、1957年10月
- 『けい子ちゃんととしょかん』、飯塚徹也・永田竹丸、1957年11月
- 日本むかしばなし『とんちのこぞうさん』、坪田譲治・馬場のぼる、1957年11月
- 『こぐまとぶどう』、高橋喜平・古賀亜十夫、1957年11月
- りかえばなし『きんぎょのきもの』、西野戌俊・村岡登、1957年11月
- ぐりむのおはなし『あかいばら白いばら』、宮脇紀雄・若菜珪、1957年11月
- 『けい子ちゃんときんろうかんしゃの日』、田中三郎・永田竹丸、1957年12月
- むかしの人のはなし『なかえとうじゅ おかあさんのくすり』（中江藤樹）、池田宣政・井口文秀、1957年12月
- にっぽんむかしばなし『さわよむどんのうなぎつり』、坪田譲治・鈴木寿雄、1957年12月
- あんでるせんのおはなし『こぶたのじまん』、宮脇紀雄・相沢光朗、1957年12月

- 『ぴこちゃんの社会科特集』、石田英助、1958年1月
  - ぴこちゃんの社会科特集『てつどう』、田中三郎・小山泰志・上田三郎・石田英助、1958年2月
  - ぴこちゃんの社会科特集『ふね』、田中三郎・清水勝・上田三郎・石田英助、1958年3月
- クリちゃんの理科特集『たのしいりかあそび』、ねもとすすむ（根本進）・砂村秀治、1958年1月
  - クリちゃんの理科特集『ゆき』、砂村秀治・林義雄・根本進・村岡登、1958年2月
  - クリちゃんの理科特集『もうすぐはるだ』、砂村秀治・根本進、1958年3月
- どうわ『ほおじろあっちゃん』、獅子文六・小磯良平、1958年1月 - 1958年3月 ⇒ #たのしい二年生につづく
- 『こねこのみけちゃん』、久米元一・せおたろう（瀬尾太郎）、1958年1月・2月
- どうわ『たろうくんと花子さん』、武者小路実篤・黒崎義介、1958年1月 - 1958年3月
- あらびあんないとのおはなし『三つのたから』、宮脇紀雄・沢井一三郎、1958年1月
- 日本むかしばなし『ふるやのもり』、坪田譲治・鈴木寿雄、1958年1月
  - 日本むかしばなし『ねずみがこうもりになりました』、坪田譲治・林義雄、1958年2月
  - 日本むかしばなし『おに六のはなし』、坪田譲治・安泰、1958年3月
- 『ああ、あぶなかった』、清水敏子・鈴木英二、1958年1月
- どうぶつえばなし『りすよありがとう』、高橋喜平・古賀亜十夫、1958年2月
  - どうぶつえばなし『けんちゃんとくま』、高橋喜平・古賀亜十夫、1958年3月
- りかえばなし『しろくまのおや子』、宮下正美・古賀亜十夫、1958年2月
- ぐりむのおはなし『わがままなおひめさま』、宮脇紀雄・若菜珪、1958年2月
- スカンジナビアのはなし『うしがひるごはんになったおはなし』、宮脇紀雄・林義雄、1958年3月

- 連載絵話『すずねちゃん』、壺井栄・黒崎義介、1958年4月 - 1959年3月
- 『わんたろう』、久米元一・せおたろう（瀬尾太郎）、1958年4月 - 同年12月
- クリちゃんの社会科特集『たのしいがっこう』、中川真弥・林義雄・根本進、1958年4月
  - クリちゃんの社会科特集『たのしいえんそく』、中川真弥・沢井一三郎・根本進、1958年5月
  - クリちゃんの社会科特集『がっこうのいきかえり』、中川真弥・沢井一三郎・林義雄・根本進、1958年6月
  - クリちゃんの社会科特集『きりんのひっこし』『ひこうじょう』『ひこうきのなか』、根本進、1958年7月
  - クリちゃんのなつやすみ『いなか』『むしあつめ』『おおきくなるまで』『うみ』『かいあつめ』、根本進・下泉重吉・滝庸、1958年8月
  - クリちゃんの理科特集『むしやさん』『なくむし』『あさがお』、根本進・野村健一・須田孫七・高木藤樹、1958年9月
  - クリちゃんの理科特集『いろいろなとり』、根本進・高島春雄・高木藤樹、1958年10月
- あんでるせんのおはなし『ちょうちょうのおよめさん』、山内智子・宮脇紀雄・沢井一三郎、1958年4月
- せかいめいさく『ぴのきお』、浜田廣介（浜田広介）・林義雄、1958年5月
- 『きつねのしっぱい』、坪田譲治・林義雄、1958年6月
- たなばたのはなし『おりひめとひこぼし』、宮脇紀雄・林義雄、1958年7月
- 『とらのおんがえし』、宮下正美・沢井一三郎、1958年7月
- いそっぷのはなし『らいおんとねずみ』、馬場のぼる、1958年7月
  - いそっぷのはなし『けんかはそんです』、馬場のぼる、1958年8月
  - いそっぷのはなし『からすのしっぱい』、馬場のぼる、1958年9月
- 『いっきゅうさん』、小野忠孝（おのちゅうこう）・石田英助、1958年8月
- 世界名作『あんでるせんのはなし はだかのおうさま』、宮脇紀雄・林義雄、1958年8月
  - 世界名作『えりざひめと11わのはくちょう』、宮脇紀雄・沢井一三郎、1958年9月
- 『やさしいぞうのおかあさん』、宮下正美・金田新治郎、1958年9月
- えらい人の子どものころのはなし『おきゃくさまのかお』、久米みのる・林義雄、1958年9月
- 日本むかしばなし『やさしいかみさま』、大木雄二・井口文秀、1958年10月
- 『さるのおんがえし』、宮下正美・石田英助、1958年10月
- 世界名作『へんぜるとぐれーてる』、沢井一三郎、1958年10月
- 偉人絵話『ききたがりやのとむ』、沢井一三郎、1958年11月
- 世界名作『おどりばいおりん』、佐藤よしみ（佐藤義美）・松本かつぢ、1958年11月
- 動物絵話『らいおんと子いぬ』、宮下正美・安泰、1958年11月
- 世界名作絵話『こ人になったにるす』、岡本良雄・武田将美、1958年12月
- 偉人絵話『けんじくんありがとう』、宮下正美・井口文秀、1958年12月
- 世界名作『なかよしきょうだい』、金丸とく子・沢井一三郎、1958年12月
- 世界名作『白ゆきひめとおうじさま』、手塚治虫・宮脇紀雄、1959年1月
- 世界名作『めがねをなくした らいおんのおうさま』、金丸とく子・ばばのぼる（馬場のぼる）、1959年1月
- えらい人の子どものころのはなし『やさしいくらら』、宮下正美・沢井一三郎、1959年1月
- 世界名作絵話『ほしの子』、金丸とく子・林義雄・オスカー・ワイルド、1959年2月
- 偉人絵話『あばれうし』、宮下正美・古賀亜十夫、1959年2月
- 世界名作『かえるのおうさま』、平方久直・藤井千秋、1959年2月
- 科学絵話『ろけっとりょこう』、畑中武夫・日下実男・小松崎茂・沢井一三郎、1959年3月
- 偉人絵話『ふとっちょのろきち』、宮下正美・井口文秀、1959年3月
- 動物感動絵話『いなくなっためり』、宮下正美・武田将美、1959年3月
- 世界名作『きんの川のおうじさま』、平方久直・日向房子、1959年3月

- 世界名作絵話『名犬ラッシー』、エリクナイト（エリック・ナイト（英語版））・宮下正美・林義雄、1959年4月 - 1960年3月
- 生活絵話『いぬならぽち』、壺井栄・黒崎義介、1959年4月 - 1960年3月
- 世界名作『じゃっくとまめのき』、久米元一・手塚治虫、1959年4月
- 口絵『なんきょくえっとうたい』、西堀栄三郎・小松崎茂、1959年4月
- 偉人絵話『けんかのきらいなでーびー』、宮下正美・沢井一三郎、1959年4月
- 世界名作絵話『ぴのきお』、久米元一・沢井一三郎、1959年5月
- 科学口絵『すごいなあつきろけっと』、畑中武夫、1959年5月
- 動物絵話『さるのおんがえし』、木山たかし・新井五郎、1959年5月
- 理科絵話『ふしぎなむしのくに』、古川晴男・沢井一三郎・清水勝、1959年6月
- NHKテレビ放送劇『トンボちゃん』、松岡励子・西田一歩、1959年7月 - 1960年1月
- 勉強クイズ『1ねんせいのぴよぴよだいがく』、坂井正久・宮坂栄一、1959年8月 - 1960年3月
- 動物感動実話『かんしんなおやぐま』、木山たかし・黒川康雄、1959年7月
- 世界名作『がりばーのぼうけん』、スウィフト（ジョナサン・スウィフト）・久米元一・沢井一三郎、1959年8月
- 日本名作絵話『くらげのおつかい』、宮脇紀雄・木村一郎、1959年8月
- 理科絵話『ふしぎなむしのくに』、古川晴男・清水勝、1959年9月
- 日本昔話『いっきゅうさん』（一休宗純）、岡村良雄・石井健之、1959年9月
- 偉人絵話『のぐちひでよ』（野口英世）、宮脇紀雄・斎藤寿夫、1959年9月 - 1960年3月
- 世界名作絵話『もーぐりのぼうけん』、ラディーヤードキップリング・久米元一・沢井一三郎、1959年9月 - 1960年3月
- 感動実話『お金をまもっためりー』、木山しげる・湯川久雄、1959年9月
- 科学絵話『ろけっとりょこう』、清水勝・沢井一三郎・高瀬文志郎、1959年10月
- NHK連続放送劇『1ちょうめ1ばんち』、高垣葵・西田一歩、1959年11月 - 1960年3月
- NTV放送劇『ぱぱおきてちょうだい』、上条逸雄・西沢まもる、1959年11月 - 1960年3月
- たんてい絵話『かいじん二十めんそう』、江戸川乱歩・藤子不二雄（藤本弘担当作）、1959年11月 - 1960年3月 ⇒ #たのしい二年生につづく
- NHKテレビ放送劇『ほーむらんきょうしつ』、高垣葵・吉田豊、1959年12月 - 1960年3月
- フジテレビ放送劇『ぼくんちものがたり』、小沢不二夫・斎藤融、1959年12月 - 1960年1月

- 世界名作『めいけんらっしー』（テレビでおなじみのめいけんらっしー）、木山たかし・古賀亜十夫、1960年4月・7月・8月 / 久米元一・古賀亜十夫、1960年9月 - 1961年3月
- 『わんたろう』、久米元一・安泰、1960年4月 - 同年8月
- 『うさぎのみみこ』、宮下正美・瀬尾太郎、1960年4月 - 同年8月
  - 『うさぎのみみちゃん』、宮下正美・瀬尾太郎、1960年9月 - 同年11月
- 『たのしい一年生』、はらみちお・長田恒雄・山本雅之、1960年4月　※『たのしい一年生』当選歌としてキングレコードから発売された童謡（規格品番：AC-10285）[24]
- 『1ねんせいのぴよぴよだいがく』（ぴよぴよだいがく）、坂井正久・宮坂栄一、1960年4月 - 同年12月
- NHK連続放送劇『1ちょうめ1ばんち』、高垣葵・鈴木英二、1960年6月 - 同年11月
- 『めだかのがっこう』、茶木しげる・中田喜直、1960年6月
- 『えんにち』、武田将美・辰野千寿、1960年7月
- 『かたつむり』、もりやすなおや（森安なおや）・高木藤樹、1960年7月
- 『しいちゃん』、森安直哉（森安なおや）・保谷よしぞう、1960年8月
- イソップ絵話『きつねとからす』、ばばのぼる（馬場のぼる）、1960年9月
  - イソップ絵話『さるのさいばん』、ばばのぼる、1961年10月
  - イソップ絵話『ねずみのおんがえし』、ばばのぼる、1961年11月
  - イソップ絵話『よくばったおくさん』、ばばのぼる、1961年12月
  - イソップ絵話『うしとかえる』、ばばのぼる、1961年1月
  - イソップ絵話『おおかみだ』、ばばのぼる、1961年2月
  - イソップ絵話『つるときつね』、ばばのぼる、1961年3月
- フランクリンの話『たこをどうするの』（ベンジャミン・フランクリン）、宮脇紀雄・松田穣、1960年9月
- 感動絵話『なかよしりれー』、くめみのる（久米みのる）・井口文秀、1960年9月
  - 感動絵話『どうぞうになったいぬ』、宮下正美・日向房子、1961年10月
  - 感動実話『おまわりさんとつばめ』、おのちゅうこう、1961年11月
- 世界名作絵話『わしひめさま』、田中澄江・勝山ひろし、1960年9月
  - 世界名作絵話『わしひめものがたり』、田中澄江・勝山ひろし、1961年10月 - 同年12月
- 口絵学習『えあかー』、小松崎茂・石田英助、1960年9月
- 『あきのなくむし』、有藤寛一郞・松沢のぼる、1960年9月
- 『あきのくさばな』、高木藤樹・有藤寛一郞・松沢のぼる、1960年9月
- 『ありのおうち』、高木藤樹・石田英助、1960年9月
- 童謡『ゆうやけこやけ』、中村雨紅・草川信、1960年9月
- ファーブルの話『とりのたまご』（アンリ・ファーブル）、宮脇紀雄・沢井一三郎、1961年10月
- 偉人絵話『いつきゅうさん』（一休宗純）、宮脇紀雄・武田将美、1961年11月
  - 偉人絵話『でいずにー』（ウォルト・ディズニー）、宮脇紀雄・矢車涼、1961年12月
  - 偉人絵話『のぐちひでよ』（野口英世）、宮脇紀雄・井口文秀、1961年1月
  - 偉人絵話『へんりーふぉーど』（ヘンリー・フォード）、宮脇紀雄・谷俊彦、1961年2月
  - 偉人絵話『えどわーどじぇんなー』（エドワード・ジェンナー）、西山敏夫・松田穣、1961年3月
- 動物絵話『しめわすれたまど』、浜田廣介（浜田広介）・安泰、1961年10月
  - 動物絵話『とんびくんのねんがじょう』、浜田廣介・安泰、1961年1月
  - 動物絵話『ゆきのおじいさん』、浜田廣介・安泰、1961年2月
  - 動物絵話『かめのたてふだ』、浜田廣介・安泰、1961年3月
- 動物絵話『さるかにがっこう』、関英雄・瀬尾太郎、1961年12月
  - 動物絵話『ぱんたのぼうけん』、川崎大治・瀬尾太郎、1961年1月
  - 動物絵話『たのしいやきゅう』、岡本良雄・瀬尾太郎、1961年2月
  - 動物絵話『つきろけっと』、平井芳夫・瀬尾太郎、1961年3月
- とんち話『まんぷくさん』、関英雄・河野日出雄、1961年1月
- 日本名作『あんじゅとずしおう』、新川和江・勝山ひろし、1961年2月・3月
- 科学絵話『ひこうきをかるくしよう』、佐伯誠一・山内竜臣、1961年3月

- 絵話『1ねんころちゃん』、久米元一・瀬尾太郎、1961年4月 - 1962年3月
- 読んで聞かせる話『なかないこっこ』、山本悟・沢井一三郎、1961年4月 - 1961年6月
- 名作童話『かなりやひめ』、新川和江・松田穣、1961年5月 - 同年8月
- 世界名作『しんでれら』、加藤二郎・松本かつぢ、1961年4月
- 理科童話『もんしろちょうのしろちゃん』、古川晴男・黒崎義介、1961年4月
- 日本昔話『てんぐのかくれみの』、槇本ナナ子・石井健之、1961年4月
- 伝記『ないちんげーる』、江間章子・谷俊彦、1961年4月
- 映画物語『さーかすこぞう』、橋本ナナ子・大谷録朗（大谷録郎）、1961年5月
- 名作童話『りゅうたいじ』、野上彰・松本かつぢ、1961年6月
- 実話『やまのことにんぎょう』、おのちゅうこう・河野日出雄、1961年6月
- 童話『かみなりごろちゃん』、加藤二郎・太田二郎（太田じろう）、1961年8月 - 同年12月
- 絵話『おりひめとひこぼし』、宮脇紀雄・勝山ひろし、1961年7月
- 創作童話『たろうのこうもり』、渡辺桂子・石田英助、1961年7月
- 読んで聞かせる話『うみをわたるこうま』、宮下正美・古賀亜十夫、1961年7月
- 名作童話『かえるのおうじさま』、植田敏郎・若菜珪、1961年8月
- 童話『ねむりひめ』、松本かつぢ・岡本良雄、1961年9月
- 日本昔話『かっぱとひょうたん』、中村純介・安泰、1961年9月
- 生活童話『ちゃこはやくかえれ』、高野芳子・鈴木未央子、1961年9月
- グリム童話『もりのきょうだい』、浜坂幹夫・武田将美、1961年9月 - 同年11月
- 実話『たのむよねこくん』、二反長半・村岡青香、1961年9月
- 『まじゅつおうふーてぃに』（ハリー・フーディーニ）、豊玉三郎・古賀亜十夫、1961年10月
- 『やさしいたいほう』、細島喜美・中村猛男、1961年10月
- 『とけいやのとけい』、センバ太郎、1961年11月
- 中国童話『きくのはなとおじいさん』、柏木ひとみ・石井健之、1961年11月
- 動物絵話『ほんとかな ほんとです』、豊玉三郎・鈴木寿雄、1961年12月
- 絵話特集『あおいとり』、野上彰・野畦草子、1961年12月
- 絵話特集『あかいつぼ』、中村純介・大西三朗、1961年12月
- 『フルフルのくびわ』、渡辺桂子・渡辺藤一、1962年1月・2月
- 名作童話『そらへのぼった女の子』、中村純介・鈴木寿雄、1962年1月・2月
- 生活童話『がちょうのおくりもの』、山本悟・久米宏一、1962年1月 - 1962年3月
- 『うっかり花ちゃん』、森いたる・石田英助、1962年2月・3月
- グリム絵童話『リリーちゃんとローズちゃん』、新川和江・松本かつぢ、1962年2月
- 童話『タンチのびょうき』、渡辺桂子・岩本康之亮、1962年3月

- 動物絵話『子ぐまのころたん』（こぐまのころたん）、飯島敏子・瀬尾太郎、1962年4月 - 1963年3月
- 『えんばんたろう』、久米みのる・竹山のぼる、1962年4月 - 1963年3月
- 『あきらくんのぼうけん』、山中恒・センバ太郎、1962年4月 - 同年9月
- 『りこうなえす』、久保田昭三・山田三郎、1962年4月
- 童話『あかいでんわとちゅーりっぷ』、新川和江・松本かつぢ、1962年4月
- 童話『ちいさい おうさま』、新井太郎・松本かつぢ、1962年6月
- 『にげだしたぶた』、久保田昭三・山田三郎、1962年6月
- 創作童話『きつねになったななこ』、加藤二郎・池田龍雄、1962年7月 - 同年9月
- 中国童話『ちいみんとうさぎ』、新川和江・松本かつぢ、1962年7月
- 理科童話『つばめのつんちゃん』、高島春雄・久米元一・石田英助、1962年7月
- ベネチアの童話『まほうのごんどら』、久米元一・松本かつぢ、1962年8月
- 理科童話『ぼくはかにです』、末広恭雄・一瀬幸三・松沢のぼる、1962年8月
- 『こやぎのてがら』、新井太郎・松本かつぢ、1962年9月
- 『上ぎのいぬがにげだした』、渡辺佳子・日向房子、1962年9月
- 絵話『そらとぶいえ』、豊玉三郎・山田三郎、1962年9月
- 『りくをはしるふね』、小泉千明・山田三郎、1962年10月 - 1963年3月
- 『スーパーくん』（すーぱーくん）、しまみつる・くりはらたつお・はまだこういち・マキノプロダクション、1962年11月 - 1963年3月
- 『森のふしぎ』、マルシャーク（サムイル・マルシャーク）・くぼたまさみ、1962年12月 - 1963年1月・3月
- 生活指導『いなくなった おにんぎょう』、中村晋・松沢のぼる、1962年10月
- 『えすきーちゃんと3ぼんのもり』、久米元一・松本かつぢ、1962年10月
- 生活指導『おつかい』、辰見敏夫・松沢のぼる、1962年11月
- 『「あっち」からきたまいご』、新川和江・松本かつぢ、1962年11月
- 『ぶるんぼときむ』、久米元一・松本かつぢ、1962年12月
- 『シンドバッドのぼうけん』、光吉夏弥・遠藤昭吾、1963年1月 - 1963年3月
- 『子うさぎおにっ子』、波多野勤子・三好悌吉、1963年1月 - 同年3月
- 日本昔話『つるのおんがえし』、中村純介・石井健之、1963年2月
- 『きつねの子コンとキンがきしゃにのったはなし』、渡辺桂子・渡辺藤一、1963年3月

漫画
- 『わかめちゃんとかつおくん』、はせがわまちこ（長谷川町子）、1956年9月 - 1957年3月
- 『フクちゃん』、横山隆一、1956年9月 - 1957年3月
- 『たあぼうくん』、はやみりいち（早見利一）、1956年9月 - 1957年3月
- 『ゆめの子ぴーたー』（ゆめのこぴーたー）、古沢日出夫、1956年9月 - 1957年3月
- 『らいおんおうじ』、せおたろう（瀬尾太郎）、1956年9月 - 1957年3月
- 『しろ』、やまねたかし（山根たかし、山根赤鬼）、1956年9月 - 1957年3月
- 『こりすのちびちゃん』、いしだえいすけ（石田英助）、1956年9月・10月、1957年1月 - 同年3月
- 『うしわかまる』、ばばのぼる（馬場のぼる）、1956年9月
- 『ぼくのゆめ』、茨木啓一、1956年9月
- 『おつきみだんご』、宮坂栄一、1956年10月
- 『ぴのちお』、疋田信明、1956年10月
- 『ちゃこちゃん』、倉金章介、1956年11月 - 1957年3月
- 『どんぐりひろい』、井沢四郎、1956年11月
- 『ぞうさんのちんどんや』、熊川正雄、1956年11月
- めいさくまんがものがたり『そんごくう』、島田啓三、1957年1月 - 1957年3月

- 『わかめちゃんとかつおくん』、はせがわまちこ（長谷川町子）、1957年4月 - 1958年3月
- 『フクちゃん』、横山隆一、1957年4月 - 1958年3月 ⇒ #たのしい二年生につづく
- 『ぽこのおまわりさん』、島田啓三、1957年4月 - 1958年3月
- 『かばせんせい』、はがまさお（芳賀まさお）、1957年4月 - 1958年2月 ⇒ #たのしい二年生につづく
- 『おさるのもんちゃん』、石田英助、1957年4月 - 1958年3月
- 『ぶんちゃん』（こまのぶんちゃん、こまのぶんちゃんのぼうけん）、ふるさわひでお（古沢日出夫）、1957年4月 - 同年12月
- 『えっちゃん』、やまねただし（山根青鬼）、1957年4月 - 同年9月
- 『ぺんぎんのやきゅう』、清水崑、1957年9月
- 『ぺんぎんのすもう』、清水崑、1957年10月
- 『ぺんちゃんぎんちゃん』、清水崑、1957年11月 - 1958年3月
- 『ぷっぷちゃん』、まつもとかつぢ（松本かつぢ）、1958年1月 - 1958年3月 ⇒ #たのしい二年生につづく

- 『わかめちゃんとかつおくん』、はせがわまちこ（長谷川町子）、1958年4月 - 1959年2月
- 『まほうのえんぴつ』、島田啓三、1958年5月 - 1959年1月
- 『ぺんちゃんぎんちゃん』、清水崑、1958年4月 - 同年12月
- 『フクちゃん』、横山隆一、1958年4月 - 同年12月
- 『こぐまのころすけ』、はがまさお（芳賀まさお）、1958年4月 - 1959年3月
- 『たぬきのぽんちゃん』、石田英助、1958年4月 - 同年6月
- 『かみなりごろちゃん』、まつもとかつぢ（松本かつぢ）、1958年5月 - 同年10月
- 『ろぼっとわんちゃん』、茨木啓一、1958年9月 - 1959年2月
- 『たんていうさちゃん』、三木一楽、1958年9月
- 『ありのいえ』、石田英助、1958年9月
- 『はなこさんとぽち』、ばばのぼる（馬場のぼる）、1958年9月
- いそっぷまんが『らいおんになったろば』、藤子不二雄（藤本弘担当作）、1958年9月
- 『山の子たあちゃん』、永田竹丸、1958年12月 - 1959年2月 ⇒ #たのしい二年生につづく
- 『そんごくう』、小野寺秋風、1958年12月 - 1959年1月
- 『まほうつかいのまーほーくん』、松沢のぼる、1958年12月 - 1959年3月
- 『ちからのかばたろう』、せおたろう（瀬尾太郎）、1959年1月 - 1959年3月
- 『とべとべるんちゃん』、てづかおさむ（手塚治虫）、1959年1月 - 1959年3月

- 『てれびぼーい』（とびだすてれびぼーい）、永田竹丸、1959年4月 - 1960年3月
- 『こぐまのころすけ』、はがまさお（芳賀まさお）、1959年4月 - 同年11月
- 『ながぐつがんちゃん』、ばばのぼる（馬場のぼる）、1959年4月 - 同年7月
- 『あろーくんのぼうけん』、久米みのる・せおたろう（瀬尾太郎）、1959年4月 - 同年6月
- 『ひとみちゃん』、西田一歩、1959年5月 - 1960年3月
- 『ひよしまる』、そのやましゅんじ（園山俊二）、1959年9月 - 1960年1月
- 『はつめいけんちゃん』、三木一楽、1959年9月 - 同年10月
- 『やじさんきたさん』、ふじこふじお（藤本担当作）、1959年10月 - 1960年1月
- NTV放送劇『びーばーちゃん』（ビーバーちゃん（英語版））、高垣葵・古賀亜十夫、1959年10月・11月 / 籠島良弘、1959年12月 - 1960年3月
- 生活漫画『ぼくんちものがたり』、小沢不二夫・斎藤融、1959年11月
- 『まほうのつえ』、竹内英一、1959年12月 - 1960年3月
- 『さるとびさすけ』、そのやましゅんじ（園山俊二）、1959年12月 - 1960年3月
- 『じゃんぐるおうじ』、島崎英二、1959年12月 - 1960年3月
- 『くまちゃん』、石田英助、1959年12月
- 『いずみちゃん』、高野よしてる、1960年1月
- 『くりちゃんふくわらい』、根本進、1960年1月
- 『でんすけさん』、大宮敏光・飯塚よし照、1960年1月 - 1960年3月
- 『ぴいひゃらぴいちゃん』、伊藤たかし、1960年2月・3月
- 『ぼくちゃん』、入江しげる、1960年3月

- 『たっちゃんとぴっくるくん』、永田竹丸、1960年4月 - 同年8月
- 『おさるのもんちゃん』、石田英助、1960年4月 - 同年6月
- 『ぼくちゃん』、西田一歩、1960年4月 - 1961年3月
- 『るみちゃん』、入江しげる、1960年4月 - 同年8月
- 『でんすけさん』、大宮敏光・飯塚よし照、1960年4月 - 同年6月
- 『まほうのつえ』、竹内英一、1960年4月 - 1961年3月
- 『てぶくろてっちゃん』、ふじこふじお（藤本担当作）、1960年4月 - 1961年3月 ⇒ #たのしい二年生につづく
- 『おかあさんありがとう』、赤塚不二夫、1960年5月
- 『ころちゃん』、やまねあおおに（山根青鬼）、1960年5月 - 同年10月
- 『まめぞうくん』、茨木啓一、1960年6月 - 同年9月
- 『わかめちゃんとかつおくん』、はせがわまちこ（長谷川町子）、1960年6月 - 1961年2月
- 『まりこのねがい』、赤松セツ子、1960年8月 - 同年11月 ⇒ #たのしい二年生につづく
- 『ぴっくるくん』、永田竹丸、1960年9月 - 1961年3月
- 『ゆみちゃん』、入江しげる、1960年9月 - 1961年3月
- 『がんまーぼーい』、牧かずま、1960年9月 - 同年11月
- 『にんじゅついっぺいくん』（にんじゅついっぺい）、やまねあおおに（山根青鬼）、1960年11月 - 1961年3月

- 『らびちゃん』、手塚治虫、1961年4月 - 同年11月
- 『りりちゃん・るるちゃん』、はやみりいち（早見利一）、1961年4月 - 同年10月
- 『かばんのぱっく』、ふじこふじお（藤本担当作）、1961年4月 - 1961年6月
- 『しろはなかよし』、山田えいじ、1961年4月 - 同年12月
- 『ぼく1ねんせいだよ』、西田一歩、1961年4月 - 1961年7月
- 『ロケットそんごくう』（ろけっとそんごくう）、久米みのる・しのだひでお、1961年4月 - 1962年1月・3月
- 『じゃんぐるみみおくん』、永田竹丸、1961年5月 - 同年12月
- 『まほうのほーる』、松下ちよし、1961年7月
- 『ロボットロボちゃん』（ろぼっとろぼちゃん）、ふじこふじお（藤本担当作）、1961年7月 - 1962年2月・3月
- 『子ざるのもんちゃん』（こざるのもんちゃん）、大村順一・西田一歩、1961年8月 - 1962年3月
- 『るみちゃん』、赤松セツ子、1961年8月 - 1962年3月
- 『たんていたかちゃん』、神之峰城・木村光久、1961年10月 - 1962年1月・2月
- 『たいほうくん』、永田竹丸、1962年1月 - 1962年3月
- 『ピンちゃん・ポンちゃん』、よこたとくお、1962年1月 - 1962年3月

- 『わたしはのっこ』、しのだひでお、1962年4月 - 同年9月
- 『わんぱくきんぼう』、そのやましゅんじ（園山俊二）、1962年4月 - 同年12月
- 『ぼろっとくん』、永田竹丸、1962年4月 - 同年12月
- テレビ漫画『うさぎのおすわるど』、1962年8月
- 『ぼうけんピック』（ぼうけんぴっく）、いとうあきお（伊東あきお）、1962年11月 - 1963年2月
- 『かっぱくん』、しのだひでお、1962年11月 - 同年12月
- 『チンパンくんのぼうけん』、おきなかつ、1963年1月 - 同年3月
- 『がらくたしゃちょう』、永田竹丸、1963年1月 - 同年3月

### たのしい二年生
『たのしい二年生』（たのしいにねんせい）は、かつて存在した日本の学年別の総合雑誌である。編集・発行講談社。1957年1月創刊、1963年3月休刊。
小説・読物等
- 『おかあさん』、横山美智子・林義雄、1957年1月 - 1957年3月 ⇒ #たのしい三年生につづく
- 『早おきたんてい』（はやおきたんてい）、久米元一・梁川剛一、1957年1月 - 同年12月
- 『ブウちゃんとプン子ちゃん』、伊馬春部・矢車涼、1957年1月 - 同年3月
- とんちえばなし『あははのさんた』、森いたる・馬場のぼる、1957年1月 - 同年3月
- 『アリババものがたり』、西山敏夫・谷俊彦、1957年1月
- イソップどうわ『きつねのたからもの』、宮脇俊雄・鈴木未央子、1957年1月
- 『きつねの子』、戸川幸夫・鈴木寿雄、1957年1月
- 日本むかしばなし『だいこん1本』、平井芳夫・深沢紅子、1957年2月
- イソップえばなし『空をとぶかめ』、宮脇紀雄・藤城清治、1957年2月
- どうぶつえばなし『デパートの小ぐま』、戸川幸夫・鈴木寿雄、1957年2月
- 『とのさまのまめまき』、吉田光一・茨木啓一、1957年2月
- アンデルセンものがたり『王さまとうぐいす』、大木雄二・相沢光朗、1957年3月
- 『エジソン』、宮脇紀雄・谷俊彦、1957年3月
- どうぶつえばなし『子すずめとアメリカ人』、戸川幸夫・鈴木寿雄、1957年3月
- わらいばなし『えきのまんじゅう』、宮脇紀雄・太田二郎（太田じろう）、1957年3月
- どうわ『まあちゃんのおうち』、 壺井栄・黒崎義介、1957年4月 - 同年11月
- とんちえばなし『くりくりくりすけ』、森いたる・太田二郎（太田じろう）、1957年4月 - 同年9月
- つづきどうわ『けんちゃんとぽち』、はまだひろすけ（浜田広介）・安泰、1957年4月 - 同年10月
- 『そらとぶじゅうたん』、大木惇夫・谷俊彦、1957年4月
- 『いたずらきつね』、坪田譲治・新井五郎、1957年4月
- わらいばなし『ふたりのものぐさ』、宮脇紀雄・茨木啓一、1957年4月
- いそっぷえばなし『ししといるか』、宮脇紀雄・藤城清治、1957年4月
- 『さんたのお花み』、青木茂・矢車涼、1957年4月
- 2年生の名作文庫『どりとる先生』、1957年5月
- 『さるのひょうたん』、坪田譲治・新井五郎、1957年5月
- りんかーんのおはなし『がちょうのぺん』（エイブラハム・リンカーン）、久米みのる・古賀亜十夫、1957年5月
- 『おやゆびひめ』、平井芳夫・松本かつぢ、1957年5月
- いそっぷえばなし『きたかぜとお日さま』、吉田光一・藤城清治、1957年5月
- 日本むかしばなし『さるとおじぞうさま』、坪田譲治・新井五郎、1957年6月
- わらいばなし『はまぐりのおつゆ』、宮脇紀雄・山口あきら、1957年6月
- 『七いろのさかな』、吉田光一・若菜珪、1957年6月
- 『すちぶんそん』、小野忠孝（おのちゅうこう）・谷俊彦、1957年6月
- 『いぬのおっぱいをのんだらいおん』、林寿郎・古賀亜十夫、1957年7月
- 日本むかしばなし『げんごろうさんのたいこ』、坪田譲治・鈴木寿雄、1957年7月
- むかしばなし『ききみみずきん』、吉田光一・石田英助、1957年7月
- 日本むかしばなし『おあしとお金』、坪田譲治・鈴木寿雄、1957年8月
- せかいめいさく『おうさまの耳はろばの耳』、おのちゅうこう・矢車涼、1957年8月
- でんきえばなし『いっきゅうさん』、小野忠孝（おのちゅうこう）・馬場のぼる、1957年9月
- 日本むかしばなし『三つのねがい』、坪田譲治・河目悌二、1957年9月
- せかいめいさく『そらをとぶもくば』、平塚武二・川上四郎、1957年9月

- えらい人の子どものときのはなし『ベートーベン』、小野忠孝（おのちゅうこう）・中村猛男、1957年10月
- かんしんなはなし『小さなとうだいもり』、打木村治・林唯一、1957年10月
- 日本むかしばなし『ひこいちどんとかっぱ』、坪田譲治・石田英助、1957年10月
- イギリスのおはなし『まほうのつえ』、久米みのる・沢井一三郎、1957年10月
- 『かえってきたくま』、高橋喜平・清水勝、1957年11月
- えらい人の子どものときのはなし『かんがえるワット』、小野忠孝（おのちゅうこう）、1957年11月
- せかいむかしばなし『りゅうたいじ』、大木雄二・若菜珪、1957年11月
- にっぽんむかしえばなし『いえになったわら』、坪田譲治・鈴木寿雄、1957年11月
- むかしの人のはなし『やさしいにいさん』、池田宣政・伊藤幾久造、1957年12月
- 『日本一のくじらとりのおじさんのはなし』、泉井守一・林唯一、1957年12月
- 日本むかしばなし『たからのげた』、坪田譲治・井江春代、1957年12月
- ルーマニアのはなし『わがままひめ』、おのちゅうこう・松田穣、1957年12月

- どうわ『まあちゃん』、壺井栄・黒崎義介、1957年12月 - 1958年3月
- 『ぺぽちゃんの社会科特集』
  - 『なんきょくのお正月』、渡辺兵力・植田正次・梁川剛一、1958年1月
  - 『雪国』、植田正次・上田三郎・松本かつぢ、1958年2月
  - 『トンネルこうじ』、植田正次・小山泰志、『かんもんトンネル』、植田正次・上田三郎、『ちかてつ』、植田正次・松本かつぢ、1958年2月
- トルストイのどうわ『めいけんボップ』、久米元一・谷俊彦、1958年1月
- 日本むかしばなし『かさじぞうさま』、坪田譲治・石田英助、1958年1月
- こくごえばなし『あき子さんのねんがじょう』、本多寿雄・井江春代、1958年1月
- ファーブルのはなし『みつけたたまご』、池田宣政・沢田重隆、1958年1月
- 日本むかしばなし『おしょうさんととらねこ』、坪田譲治・鈴木寿雄、1958年2月
- イギリスのはなし『大男と子どもたち』、久米元一・井口文秀、1958年2月
- ライトきょうだいのはなし『あっ とんだとんだ』、池田宣政・梁川剛一、1958年2月
- 『おかあさんぞうと子ぞう』、二反長半・清水勝、1958年2月
- ネールのはなし『走れ子うま』、池田宣政・林唯一、1958年3月
- どうぶつえばなし『たすかったのうさぎ』、高橋喜平・清水勝、1958年3月
- イタリアのはなし『おねえさんのえのぐ』、久米元一・若菜珪、1958年3月
- にっぽんむかしばなし『3人のちからもち』、坪田譲治・石田英助、1958年3月

- 『しんきゅうおめでとう』、岸信介、1958年4月
- 『よい本をよもう』、木下一雄、1958年4月
- 『いつもげんきに』、うめねさとる（梅根悟）、1958年6月
- 『えらい人の子どものときのはなし』
  - 『とよださきち』（豊田佐吉）、高橋作楽、1958年4月
  - 『にのみやきんじろう』（二宮尊徳）、清閑寺健・石井健之、1958年5月
- じつわ『かんしんないぬじょんのはなし』、唐沢富太郎、1958年4月
- えばなし『子ねこのみけちゃん』、小塚芳夫・久米元一・せおたろう（瀬尾太郎）、1958年4月 - 同年8月
- 『あざらしの赤ちゃん』、林寿郎・古賀亜十夫、1958年4月
- 世界名作『白ばらひめのねがい』、梅林英子・久米みのる・藤井千秋、1958年4月
- 日本昔話『ふしぎなたいこ』、本多寿雄・坪田讓治・石田英助、1958年4月
- 『ぺぽちゃんの社会科特集』
  - 『さかなをとる人人』、高橋作楽・清水勝・上田三郎・松本かつぢ、1958年5月
  - 『おみせしらべ』、田中三郎・沢井一三郎・石田英助・松本かつぢ、1958年6月
- どうぶつえばなし『りこうなびーばー』、林寿郎・古賀亜十夫、1958年5月
- 『ころちゃんのゆでたまご』、仁木悦子・林義雄、1958年5月
- どうぶつえばなし『どうぞうになったいぬ』、宮下正美、1958年5月
- すうぇーでんのはなし『赤いぼうし』、光吉夏也・若菜珪、1958年5月
- どうぶつえばなし『うまのおばけ』、宮下正美・新井五郎、1958年6月
- 『サンありがとう』、戸川幸夫・岩田昌弘、1958年6月
- 『てんぐのかくれみの』、坪田譲治・石田英助、1958年6月
- 連載絵話『ほおじろあっちゃん』、獅子文六・小磯良平・相原永一、1958年4月 - 1959年3月
- 『ヘンリー・フォードのはなし おかあさんのびょうき』（ヘンリー・フォード）、沢井一三郎、1958年7月
- 『わたしも2かいにいきたいな』、佐々木邦・武田将美、1958年7月
- どうぶつえばなし『いさましいべこ』、宮下正美・古賀亜十夫、1958年7月
- 『月せかいりょこう』、小松崎茂・小尾信弥、1958年7月
- 世界名作『お山のハイジ』、久米元一・黒川康雄、1958年8月 - 同年11月
- 連載絵話『ふしぎな人』、江戸川乱歩・岩田浩昌、1958年8月 - 1959年3月
- 『ひこいちとんちばなし とのさまぎょうれつ』、小山勝清・小林和郎、1958年8月
- せかいめいさく『きんのしろ』、宮脇紀雄・藤井千秋、1958年8月
- 『子どものころのはなし ふくざわゆきち』（福沢諭吉）、東映教育映画『福沢諭吉の少年時代』、沢井一三郎、1958年8月
- 世界名作『いえなき子』、きねぶちやすお、1958年8月
- 『どろぼうをつかまえたおともだち なかよしたんてい』、久米みのる、1958年8月
- かたかなえばなし『おんしらずのワニ』、清水勝・田中三郎、1958年9月
- 世界名作『めいけんパトラッシェ』、林義雄・藤木潤、1958年10月 - 1959年3月 ⇒ #たのしい三年生につづく
- 偉人絵話『ライトきょうだい』、吉田光一・武田将美、1958年12月
- 偉人絵話『ゴムでっぽう』、松井忠夫・梁川剛一、1958年12月
- 名作絵話『白ぎくものがたり』、小野忠孝（おのちゅうこう）・勝山ひろし、1959年1月 - 1959年3月
- 世界名作絵話『きんのふね』、久米元一・林義雄、1959年1月
- 偉人絵話『いっきゅうさん』、吉田光一・武田将美、1959年1月
- 世界名作絵話『空とぶうま』、久米元一・矢車凉、1959年2月
- 偉人絵話『はちのず』、吉田光一・武田将美、1959年2月
- 世界名作絵話『おやゆびトム』、久米元一・武田将美、1959年3月
- 偉人絵話『かがみのしんごう』、吉田光一・沢井一三郎、1959年3月

- 世界名作連載絵話『家なき子』、川田京子・武田将美・エクトル・マロー（エクトール・アンリ・マロ）、1959年4月 - 同年12月
- 連載絵話『すずねちゃん』、壺井栄・黒崎義介、1959年4月 - 同年6月
- 動物絵話『ひよこをまもったねこ』、宮下正美・梁川剛一、1959年4月
- 世界名作絵話『名犬ラッド（英語版）』、久米元一・古賀亜十夫・ターヒュン（アルバート・ペイソン・ターヒューン（英語版））、1959年4月 - 同年12月
- 感動絵話『ぼくのしろをうらないで』、藤木潤・黒川康雄、1959年5月 - 同年9月
- 偉人絵話『生きかえったつばめ』、宮下正美・日向房子、1959年5月
- 偉人絵話『わった水がめ』、木山たかし・黒崎義介、1959年7月
- 日本名作絵話『あんじゅとずし王』、横川良介・勝山ひろし、1959年8月 - 同年12月
- 冒険絵話『ロボットマン』、小松崎茂、1959年8月 - 同年12月
- 日本昔話『耳なしほういち』、宮脇紀雄・日向房子、1959年9月
- 動物絵話『名犬ラッシー』、笹良平・伊勢良夫、1959年10月 - 1960年1月・3月
- たんてい絵話『かいじん二十めんそう』、江戸川乱歩・梁川剛一、1959年10月 - 1960年3月
- 冒険絵話『パトロールおまわりさん』、久米みのる・矢車涼、1959年12月 - 1960年3月
- 偉人絵話『ジャンヌ・ダルク』、江間章子・松田穣、1959年10月
- 世界名作絵話『くるみひめ』、尺丈助・相沢光朗、1959年11月
- 偉人絵話『1とうしょうのひみつ』、二反長半・河野日出雄、1959年11月
- とんち絵話『へんなごほうび』、西山敏夫・石田英助、1959年11月
- とんち絵話『はだかのとんきち』、西山敏夫・石田英助、1959年12月
- とんち絵話『くらべっこ』、西山敏夫・武田将美、1960年1月
- とんち絵話『いたずらさるきち』、西山敏夫・石田英助、1960年2月
- とんち絵話『子うまの耳』、西山敏夫・石田英助、1960年3月
- 楽しい絵解き『テレビほうそうきょく』、木の実和、1960年1月
- 楽しい絵解き『ありがとうパトロールカー』、木の実和、1960年2月
- 日本名作絵話『まんじゅひめ』、千葉省三・勝山ひろし、1960年1月 - 1960年3月
- 名作絵話『うまの花よめさん』、久保喬・河野日出雄、1960年2月
- けんしょう『たんていクイズ』、久米みのる・山内竜臣、1960年2月

- 動物絵話『名犬ラッシー』、宮下正美・伊勢良夫、1960年4月 - 1961年3月
- 生活冒険『たんていおかあさん』、久米みのる・矢車涼、1960年4月 - 同年8月
- 生活童話『いぬならぽち』、壷井栄・黒崎義介、1960年4月 - 同年6月
- 文芸名作『三人きょうだい』、菊池寛・横川良介・勝山ひろし、1960年4月 - 同年8月
- 冒険絵話『かいじん二十めんそう』、江戸川乱歩・藤子不二雄（藤本担当作）、1960年4月 / 江戸川乱歩・しのだひでお、1960年5月 - 同年12月
- とんち話『おにのかげぼうし』、西山敏夫・石田英助、1960年4月
- とんち話『ねぼうなおとうさん』、西山敏夫・石田英助、1960年5月
- 動物感激『えらいぞジッタ』、久米みのる・古賀亜十夫、1960年6月
- 感激実話『せつ子ちゃんの先生』、岩田浩昌・本社写真部、1960年6月
- 『はてなげきじょう』、砂村秀治・鈴木英二、1960年6月 - 同年12月
- 『たんていクイズ』、久米みのる・山内竜臣、1960年6月
- 感激実話『しゅうじおまわりさん』、友井顕治、1960年7月
- 感激実話『ゆうじょうのタオル』、原田健・石井勝利、1960年8月
- 感激実話『わけあったメダル』、原田健・石井勝利、1960年9月
- 事実絵話『さばくのゆうれいひこうき』、石川豊・伊藤展安、1960年9月
- 学習絵話『おとうさんのはなし』、村岡青香、1960年9月
- 偉人絵話『ナイチンゲール』、新川和江・勝山ひろし、1960年9月 - 同年12月
- とんち話『おじいさんのつり』、西山敏夫・矢車涼、1960年9月
- とんち話『そろりのとんち』、宮脇紀雄・矢車涼、1960年10月 / 宮脇紀雄・茨木啓一、1960年11月
- とんち話『ねことこめ』、宮脇紀雄・河野日出雄、1960年12月
- 事実絵話『たすかったロジャーくん』、白井健策・中村猛男、1960年10月
- 実話絵話『がんばれ大ぜきかしわど』、池田雅雄・石井勝利、1960年10月
- 事実絵話『ヒマラヤのゆきおとこ』、庄司浅水・中村猛男、1960年11月
- 実話絵話『いたずらなながしまくん』、久米みのる・中村猛男、1960年11月
- こっけい絵話『わすれんぼうのめいじん』、森いたる・矢車涼、1960年11月
- 実話絵話『そらとぶえんばんのなぞ』、庄司浅水・伊藤展安、1960年12月
- 実話絵話『さのくんのピアノ』、岩田浩昌、1960年12月
- 実話絵話『ゆうかんなたいほう』、永見七郎・中村猛男、1960年12月
- 科学絵話『ひこうきのたんじょう日』、佐伯誠一・鈴木英二・藤尾毅、1960年12月
- 空想童話『タムタムおげけとジムジムおばけ』、立原えりか・馬場のぼる、1961年1月 - 1961年3月 ⇒ #たのしい三年生につづく
- 偉人絵話『ヘレン・ケラー』、新川和江・勝山ひろし、1961年1月 - 同年3月
- 知識絵話『はっけよいのこった』、池田雅雄、1961年2月・3月
- 動物絵話『かんしんなどうぶつのはなし』、宮下正美・清水勝、1961年2月・3月

- 『名犬ラッシー』、阿部和助、1961年4月 - 1962年3月
- 『もの知りおじさん』、佐伯誠一・鈴木英二、1961年4月 - 1962年3月
- 『やってみましょう』、高木藤樹・坂口太郎、1961年4月 - 1962年3月
- 『できるかなクイズがっこう』、よこたとくお、1961年4月 - 同年6月・8月
- 日本名作絵話『あんじゅとずしおう』、新川和江・勝山ひろし、1961年4月 - 同年6月
- 『わたしの子どものころのはなし』（ぼくのこどものころのはなし）、梁川剛一
  - 『なぜだろう』、ゆかわひでき（湯川秀樹）、1961年4月
  - 『おかあさんごめんね』、ながしましげお（長嶋茂雄）、1961年5月
  - 『おはなしが大すき』、たかはしけいぞう（高橋圭三）、1961年6月
  - 『わたしの小さいときのはなし』、ザ・ピーナッツ・いとうエミ（伊藤エミ）、1961年7月
  - 『わたしの小さいときのはなし』、どうぶつおじさん・こがただみち（古賀忠道）、1961年7月
- 『ふしぎなおかし』、今江よしとも（今江祥智）・山田三郎、1961年10月
- 『ばらものがたり』、今江祥智・黒崎義介、1961年11月
- 『とのさまがいっぱい』、今江よしとも（今江祥智）・福田庄助、1961年12月
- 『こまったこまったものがたり』、筒井敬介・若菜珪、1962年1月 - 同年3月

- 『もの知りおじさん』、佐伯誠一・鈴木英二・中村猛男、1962年4月 - 1963年3月
- 『やってみましょう 理科』、高木藤樹・坂口太郎、1962年4月 - 1963年3月
- 『中を見よう』、小松崎茂、1962年2月 / 秋吉文夫、1962年3月・5月 - 同年8月 / 伊藤展安・大谷録郎、同年9月 / 遠藤昭吾、同年10月
- 『たのしい力だめし』、矢野健太郎、1962年4月
- 『さんすうクイズ』、矢野健太郎、1962年4月 - 同年8月
- 『べんきょうのまとめ』、小山保郎・砂村秀治・中川真弥・黒川康雄・小野田俊・山田映一・有藤寛一郎・天木茂晴・馬場のぼる・古谷嘉男・加藤新・坂本健三郎・大谷録郎・センバ太郎、1962年4月 - 1963年2月・3月
- 「日本昔話」、坪田譲治・鈴木寿雄、1962年4月 - 1963年3月
- 「おはなし」、石森延男・渡辺藤一・初山滋、1962年4月 - 1963年3月
- 『名犬ラッシー』、神戸淳吉・若菜珪、1962年4月 / 乾信一郎・若菜珪、同年5月 / 松谷みよ子・若菜珪、同年6月 / 保永貞夫・阿部和助、同年6月 - 1963年3月
- 『いたずらがんちゃん』、大村順一・矢車涼、1962年9月 - 同年10月
- 名作『パピーのぼうけん』、ウィリアムズ・飯島敏子・矢車涼、1962年9月 - 1963年3月
- 名作『きのこぼしたんけん（英語版）』、E・カメロン（エレノア・カメロン）・豊玉三郎・小野田俊、1963年1月 - 同年3月

漫画
- 『ハックのぼうし』（はっくのぼうし）、島田啓三、1957年1月 - 1958年3月
- 『ミーコちゃん』、塩田英三郎、1957年1月 - 1957年3月
- 『クリちゃん』、根本進、1957年1月 - 1957年3月
- 『ぶうぶのとんちん』、花野原芳明、1957年1月 - 1957年3月
- 『よう子ちゃん』、やまねただし（山根青鬼）、1957年1月 - 1957年3月 ⇒ #たのしい三年生につづく
- 『おとうととかがみ』、すずきえいじ（鈴木英二）、1957年1月
- 『とんちのきゅうどん』、石田英助、1957年1月 - 1957年4月 / 1957年1月 - 1957年3月
- 『森のバブー』（森のばぶー）、古沢日出夫（ふるさわひでお）、1957年1月 - 1958年3月 ⇒ #たのしい三年生につづく
- 『まるちゃんかくちゃん』、丸田哲世、1957年2月・3月
- 『とんちゃんみいちゃん』、花野原芳明、1957年4月
- 『マコちゃんとぼうや』、根本進、1957年4月・6月 - 同年9月●
- 『ぺんくんみっちゃん』、武内つなよし、1957年6月・8月・9月
- 『はつめい8ちゃん』、茨木啓一、1957年6月 - 同年12月
- 『きよちゃん』、横山隆一、1957年7月 - 1958年3月
- 『ぼうけんぼくちゃん』、三木一楽、1957年4月・6月 - 1958年3月
- 『ゆりちゃん』、やまねたかし（山根たかし、山根赤鬼）、1957年4月・6月 - 1958年3月
- 『ライオンおうじ』（らいおんおうじ）、せおたろう、1957年5月・7月 - 1958年3月
- 『アッちゃん』、岡部冬彦、1957年9月 - 1958年3月
- 『轟先生』、秋好馨、1957年10月 - 1958年2月
- 『どんちゃんと1とうのはた』、永田竹丸、1957年11月
- 『やっちゃんたっちゃん』、鈴木英二、1957年12月 - 1958年3月
- 『にこにこけんちゃん』、永田竹丸、1958年1月
- 『かつおくんの理科特集』、1958年1月
  - 『たのしいお正月』、長谷川町子・中山周平
  - 『冬』、はせがわまちこ（長谷川町子）・中山周平
  - 『かつおくんの雪にっき』、中山周平・藤沢圭三

- 『たんていたまちゃん』、小野寺秋風、1958年4月
- 『フクちゃん』、横山隆一、1958年4月 - 同年12月
- 『轟先生』、秋好馨、1958年4月 - 同年11月
- 『ぷっぷちゃん』、まつもとかつぢ（松本かつぢ）、1958年4月 - 同年6月
- 『あんみつひめ』、倉金章介、1958年4月 - 同年11月
- 『ひかりちゃん』、やまねたかし（山根たかし、山根赤鬼）、1958年4月 - 1959年3月
- 『ライオンおうじ』（らいおんおうじ）、せおたろう、1958年4月 - 1959年3月
- 『かば先生』、はがまさお（芳賀まさお）、1958年5月 - 1959年3月
- 『たなばた』、やまねただし（山根青鬼）、1958年7月
- 『たんていけんちゃん』、小野寺秋風、1958年7月
- 『マコちゃんとコロ』、森安なおや、1958年8月
- 『わらいばなし あわてとのさま』、茨木啓一、1958年8月
- 『たんていゴロちゃん』、小野寺秋風、1958年10月・11月
- 『ぼうけんボーイ』、鈴木英二・永田竹丸、1958年11月
- 『テレビボーイ』、永田竹丸、1958年12月 - 1959年3月
- 『かっぱたいじ』、寺尾知文、1958年12月
- 『まほうの ピストル』、寺田ヒロオ、1958年12月
- 『1ちょうめ1ばんち』、高垣葵・西田一歩、1958年12月
- 『がんちゃんのぼうけん』、馬場のぼる、1959年1月 - 1959年3月
- 『スーパーてっちゃん』、夢見英一、1959年1月 - 1959年3月
- 『コロのものがたり』、夢野凡天・乾信一郎、1959年1月
- 『とんちまる』、茨木啓一、1958年10月・1959年1月・3月

- 動物漫画『かば先生』、はがまさお（芳賀まさお）、1959年4月・5月・7月・9月
- 『そんごくう』、小野寺秋風、1959年4月 - 同年6月・8月
- 『ロボットわんちゃん』、茨木啓一、1959年4月
- 『やじさんきたさん』、三木一楽、1959年5月
- 『コロのものがたり』、夢野凡天・乾信一郎、1959年5月 - 同年7月
- 冒険漫画『山の子たあちゃん』、永田竹丸、1959年4月 - 同年12月 / 1960年2月・3月
- 空想漫画『はつめい8ちゃん』、茨木啓一、1959年6月 - 1960年3月
- NHK連続放送劇『1ちょうめ1ばんち』、高垣葵・西田一歩、1959年6月 - 1960年3月
- 生活漫画『トニカとシムカ』、高垣葵・田中久、1959年7月 - 同年10月
- 生活漫画『ロボットぼうや』、前谷惟光、1959年9月 - 同年10月
- 動物漫画『がんばれゴンベ』、そのやましゅんじ（園山俊二）、1959年9月 - 1960年3月 ⇒ #たのしい三年生につづく
- 時代漫画『まめたんくりすけ』、加来昭博、1959年11月 - 1960年3月 ⇒ #たのしい三年生につづく
- 生活漫画『ちっちゃなおまわりさん』、よこきけんじ、1959年12月
- NHKテレビ連続放送劇『ホームランきょうしつ』、高垣葵・野沢かずお、1959年12月 - 1960年1月・3月
- 時代漫画『たんぽぽひめ』、よこきけんじ、1960年1月・2月
- 勉強クイズ『はてなげきじょう』、砂村秀治・鈴木英二、1960年1月 - 1960年3月
- 読切漫画『おてがら大ちゃん』、みしまこうさく、1960年2月
- 読切漫画『マリちゃん』、小山葉子、1960年2月
- 生活漫画『山の少女はるみちゃん』、こやまようこ（小山葉子）、1960年3月
- 冒険漫画『てっちゃんのぼうけん』、神之峰城・みしまこうさく、1960年3月

- 『テレビボーイ』、永田竹丸、1960年4月 - 1961年3月
- 『あんこちゃん』、よこきけんじ、1960年4月 - 1961年3月（7月は別冊附録）
- 『スーパー3ごう』、神之峰城・加来昭博、1960年4月 - 1961年2月・3月
- 『1ちょうめ1ばんち』、高垣葵・西田一歩、1960年4月・7月 / 1961年2月・3月
- 『ペンギンぺんすけ』、そのやましゅんじ（園山俊二）、1960年4月 - 1961年3月
- 『日のまるまるちゃん』、茨木啓一、1960年4月 - 同年6月
- 『かせいのたまちゃん』、藤子不二雄（合作）、1960年4月 - 同年10月
- 『ミミーといっしょ』、小山葉子、1960年4月 - 同年12月
- 『ひとみちゃん』、池田一歩（西田一歩）、1960年4月 - 同年9月
- 『かんらからべえ』、原一司・鈴木英二、1960年5月 - 同年9月
- 『ラーメンくん』、やまねあおおに（山根青鬼）、1960年6月 - 1961年3月（9月は別冊附録）
- 『でんぱくん』、茨木啓一、1960年7月・8月
- 『白パイボーイ』、久米みのる・楠高治、1960年8月 - 1961年3月
- 『しあわせのかねがなる』、遠山もみじ・玉井智美、1960年9月 - 1961年3月（11月は別冊附録）
- 『ぽんこちゃん』、松下千代志（松下ちよし）、1960年11月
- 『たいほうくん』、松下千代志（松下ちよし）、1961年1月 - 1961年3月
- 『まゆみのやくそく』、きむらみつひさ（木村光久）、1961年1月 - 同年3月 ⇒ #たのしい三年生につづく

- 『ピックルくん』、永田竹丸、1961年4月 - 1962年3月 ⇒ #たのしい三年生につづく
- 『手ぶくろてっちゃん』、藤子不二雄（ふじこふじお、藤本担当作）、1961年4月 - 1962年3月 ⇒ #たのしい三年生につづく
- 『はりきりかんちゃん』、宮崎清平・西田一歩、1961年4月 - 1962年3月
- 『ちびっちょものがたり』、くぼたまさみ、1961年4月 - 1962年3月
- 『スーパーX』、久米みのる・たつみ信太郎、1961年4月 - 同年12月
- 『こんにちはチコです』、木村光久（木村みつひさ）、1961年4月 - 同年8月・10月
- 『まり子のねがい』、赤松セツ子、1961年4月 - 同年9月
- 『スピードボーイ』、神之峰城・楠高治、1961年4月 - 同年8月
- 『あなたにもかけるまんがきょうしつ』、伊東あきお、1961年4月 - 同年9月
- 『ごくろうくん』、松下ちよし、1961年5月 - 同年6月
- 『ポカちゃん』、伊東あきお、1961年5月 - 同年11月
- 『うてホームラン - 王せんしゅものがたり』、久米みのる・石井勝利、1961年6月 - 同年9月
- 『おてんばぱこちゃん』、よこたとくお、1961年9月
- 『げんきぼうや』、しのだひでお、1961年9月
- 『早うちマイク』、しのだひでお、1961年11月
- 『KO先生なぞをとく』、しのだひでお、1962年1月 - 1962年3月 ⇒ #たのしい三年生につづく

- 『たいほうくん』、永田竹丸、1962年4月 - 1963年3月
- 『ロボット2年生』、くぼたまさみ、1962年4月 - 1963年2月
- 『子ぐまのクロちゃん』、いとうあきお（伊東あきお）、1962年4月 - 1963年1月・3月
- 『スパークたんていちょう』、笹川ひろし、1962年9月・10月、1963年1月 - 1963年3月
- 『からぶりけんちゃん』、久米みのる・吉田竜夫、1962年1月 - 同年3月

### たのしい三年生
『たのしい三年生』（たのしいさんねんせい）は、かつて存在した日本の学年別の総合雑誌である。編集・発行講談社。1957年1月創刊、1963年3月休刊。
小説・読物等
- 『青い玉と銀色のふえ』、小川未明・市川禎男、1957年1月
- 『まんじゅひめ』、坪田譲治・蕗谷虹児、1957年1月
- 『かげをとるあくま』、島田啓三、1957年1月
- 『ハーモニカしょうねん』、春田勝良・山中冬児、1957年1月
- 『星の子トミー』、久米元一・深尾徹哉、1957年1月 - 1957年3月
- 『子じか物語』（こじか物語）、白木茂・ローリングス（マージョリー・キナン・ローリングス）・谷俊彦、1957年1月 - 1957年3月
- 『ぼくはうしわかまる』、矢田洋・つきみ座、1957年1月 - 1957年3月
- 『ごろっぽじろっぽ』、筒井敬介・武田将美、1957年1月 - 1957年3月
- 『まほうやしき』、江戸川乱歩・古賀亜十夫、1957年1月 - 1957年3月
- 『こんなじどうしゃはいかが』、島田啓三、1957年2月
- 『あくまのなみだ』、浜田廣介・矢車涼、1957年2月
- 『おにじんじゃ』、平塚武二・武井武雄、1957年2月
- 『アムンゼン』、平井芳夫・松田穣、1957年2月
- 『ププルのお使い』、田中峰子・小山内宏、1957年2月
- 『クイズ教室』（クイズ学校）、ツヅキ敏、1957年2月・3月
- 『おもしろ学習室』、榎本沢、1957年1月 / 斎藤敏夫、同年2月・3月
- 『おはなし算数』、大木和夫・松田穰、1957年1月 / 大矢真一・駒宮録郎、同年2月 / 大矢真一・鍛冶貫一、同年3月
- 『おはなし理科』、宮下正美・おだしょうじ、1957年1月・2月 / 宮下正美・沢井一三郎、同年3月
- 『おはなし社会』、くぼしろう・石井達治、1957年1月 / 森久保仙太郎・小泉一三男、同年2月 / 森久保仙太郎・高木渉、同年3月
- 『たのしい工作』（楽しい工作）、加藤新、1957年1月・3月 / 足立乙市、同年2月
- 『おもしろ絵とき教室』、大竹久男、1957年2月・3月
- 『東京びっくりあんない』、火口澄雄・秋玲二、1957年3月
- 『ゆりわかだいじん』、宮脇紀雄・相沢光朗、1957年3月
- 『母うし子うし』、おのただよし（おのちゅうこう）・さわだしょうたろう、1957年3月
- 『伊能忠敬』、平井芳夫・伊藤幾久造、1957年3月
- 『チンチンバンチャ』、武田雪夫・小山内宏、1957年3月
- 『くうちゅうバス』、小松崎茂、1957年3月
- 『うれしいひなまつり』、若菜珪、1957年3月
- 『とんちとん平』、久米みのる・石田英助、1957年1月 - 1957年7月
- 『りゅうぐう太郎』、高垣まもる（高垣葵）・玉井徳太郎、1957年1月 - 同年12月
- 『おかあさん』、田中澄江・土井栄、1957年1月 - 1957年3月
- 『おかあさん』、横山美智子・佐藤ひろ子、1957年4月 - 1958年3月
- 『黒うまものがたり』、白木茂・谷俊彦、1957年4月 - 同年8月
- 『エジソン』、久米元一・深尾徹哉、1957年4月 - 同年12月
- 『一、二の三年物語』（一、二の三年ものがたり、1,2の3ねんものがたり）、筒井敬介・武田将美、1957年4月 - 1958年3月
- 『赤いカブトムシ』、江戸川乱歩・古賀亜十夫、1957年4月 - 1958年3月
- 『水中バス』、松尾長三郎・中島章作、1957年4月
- 『山びこ』、平井芳夫・矢車涼、1957年4月
- 『きつねのおばあさん』、小林久三、1957年4月
- 『しあわせ王子』、オスカー・ワイルド・平塚武二・相沢光朗、1957年4月
- 『のばら』、小川未明、1957年4月
- 『まい子になったアフリカぞうの赤んぼう』、林寿郎・伊藤幾久造、1957年4月
- 『牧野はくしのお話』、小林和男・中村猛男、1957年4月
- 『ひろったおかし』、やまうちたつみ（山内竜臣）、1957年4月
- 『えときしゃかい』、森久保仙太郎、1957年4月 - 6月
- 『たのしいさんすう』、宮田光雄・村岡登、1957年4月 - 5月
- 『たのしいこうさく』、足立乙市、1957年4月 - 5月
- 『だれがうっかりもの』、大石哲路、1957年5月
- 『牛若丸とおにがしま』、宮脇紀雄、1957年5月
- 『まほうのくつ』、やまうちたつみ、1957年5月
- 『たぬきのばけくらべ』、二反長半・石田英助、1957年5月
- 『きょうしつにさく花』、秋田良・鈴木清、1957年5月
- 『ライオンをおいはらったさる』、岡上鈴江・伊藤幾久造、1957年5月
- 『みんななかよしどうぶつこうえん』、古賀忠道・白井哲、1957年5月
- 『ぼくペンギンです』、那須辰造・谷俊彦、1957年9月 - 1958年3月
- 『タップタップのぼうけん』、久米みのる・藤子不二雄（合作）、1957年9月 - 1958年3月
- 『阿蘇の蘭丸』、松井義夫・岩田浩昌、1958年1月 - 1958年3月
- 『空とぶきょうだい』、久米元一、1958年1月 - 1958年3月
- 『ベビーロケットT3号』、小山内宏、1958年1月 - 1958年3月

- 『タトルくんのぼうけん』、久米みのる・藤子不二雄（合作）、1958年4月 - 1959年3月 ⇒ #たのしい四年生につづく
- 『名犬ラッシー』、小山内宏、1958年4月 - 1959年3月
- 『スクーター日本めぐり』、山田健二・林唯一 / くさむら駿三・センバ太郎 / 福田和・センバ太郎、1958年4月 - 1959年3月
- 『子じかものがたり』、久米元一・谷俊彦、1958年4月 - 同年8月
- 『フォード』、久米元一・吉田郁也、1958年9月 - 同年12月
- 『南極たんけん物語』、久米元一・伊藤幾久造、1959年1月 - 1959年3月
- 『ダビデ物語』（ダビデものがたり）、宮田光男・市川禎男、1958年4月 - 1959年2月
- 『まあちゃん』、壺井栄・黒崎義介、1958年4月 - 1958年6月
- 『風の子』、壺井栄・若菜珪、1958年7月 - 1959年3月 ⇒ #たのしい四年生につづく
- 『ふえのわかまる』、松井義夫・小林秀美、1958年4月 - 同年12月
- 『人工えいせいの父』、日下実男・梁川剛一、1958年4月 - 同年7月
- 『のんきなラブ先生』、島村トシコ・沢田正太郎、1958年4月
- 『ぼくはつんつんつばめくん』、中山周平・早船ちよ・鈴木未央子、1958年5月 - 同年10月
- 『花ものがたり』、横山美智子・藤井千秋、1958年6月 - 同年8月
- 『アルプスの少女』、丹野節子・山路あい子・谷俊彦、1958年9月 - 1959年3月
- 『なたく太子』、邱永漢・沢井正太郎、1958年9月 - 1959年3月
- 『おさるこぞう』、火野葦平・梁川剛一、1958年9月 - 1959年3月 ⇒ #たのしい四年生につづく
- 『コンドル王子』、尺丈助・立石清、1959年1月 - 1959年3月 ⇒ #たのしい四年生につづく
- 『黒丸雲をよべ』、平野直・吉田郁也、1959年1月 - 1959年3月 ⇒ #たのしい四年生につづく
- 『おもしろテスト』、木の実和、1959年1月 - 1959年3月
- まんが読物『スーパーキャッティ』、久米みのる・藤子不二雄（藤本担当作）、1959年4月 - 1960年3月 ⇒ #たのしい四年生につづく
- 三年生の名作『あんじゅとずし王』、二反長半・藤井千秋、1959年4月 - 同年8月
- 科学ぼうけん物語『黒しおのひみつ』、日下実男・伊藤展安、1959年4月 - 同年12月
- 『ホームラン王 ベーブ・ルース物語』、久米元一・谷俊彦、1959年4月 - 同年12月
- たんてい物語『名たんていと二十めんそう』、江戸川乱歩・岩田浩昌、1959年4月 - 同年12月
- 世界名作『名犬パトラッシェ』、藤木潤子・林義雄、1959年4月 - 同年8月
- テレビ物語『フューリーとソニー（英語版）』、小山内宏、1959年4月 - 1959年9月
- テレビ物語『ソニー号のぼうけん（英語版）』、小山内宏、1959年10月 - 同年12月
- 『物知りもんどう』、重金碩之・センバ太郎（坂口太郎）、1959年4月 - 同年12月
- 『子どもお国じまん』、福田和・南田鹿兵、1959年4月 - 1960年3月
- 科学しゃしん物語『なぞの星アンドロ』、梶龍雄・立石清、1959年8月 - 1960年3月
- 『進め日吉丸』、久米元一・矢島健三、1959年9月 - 1960年3月
- 『カメラのピンちゃん』、木内興人・秋玲二、1959年8月 - 同年12月
- 世界名作物語『家なき子』、エクトル・マロー（エクトール・アンリ・マロ）・新川和江・谷俊彦、1959年10月 - 1960年3月
- 『きえた黒えんとつ』、佐野美津男・中村猛男、1960年1月 - 1960年3月 ⇒ #たのしい四年生につづく
- 『雪ん子』、松島トモ子・藤田ゆり子、1960年2月
- 『デン助さんのまめまき』、大宮敏光・江木俊夫・渡辺一郎・佐田光春、1960年2月

- 『金のたまご』、久米元一・松本かつぢ、1960年4月 - 同年6月
- 『黒いギャング』、福島正実・岩田浩昌、1960年4月 - 同年6月
- 『はばたけシルバー』、福島正実・岩田浩昌、1960年7月・8月
- 『一ちょうめ一ばんち』、高垣葵・みねたろう（峯たろう）、1960年4月・6月
- 『笛吹童子』、南村喬・細島喜美・額田みさお・北村寿夫、1960年7月 - 1961年3月
- 『ホームラン教室』、高垣葵・みねたろう（峯たろう）、1960年7月 - 1961年3月
- 『たのしいまんがごよみ』、秋玲二、1960年4月 - 同年6月
- クイズ『あたまのたいそう』、木の実和、1959年4月 - 1960年3月 / 1960年4月 - 1961年2月
- 『パトロールおまわりさん』、久米みのる・矢車涼、1960年4月 - 1961年3月
- 世界名作『みなしごデビー』、ディケンズ（チャールズ・ディケンズ）・大野桂・勝山ひろし、1960年7月 - 1961年3月
- 『もの知りパトロール』、重金碩之・坂口太郎、1960年9月 - 1961年3月

- 『物知りスコープ』（もの知りスコープ）、重金碩之・坂口太郎、1961年4月 - 1962年3月
- クイズ『とらちゃんとんち大学』、木ノ実和（木の実和）、1961年5月 - 1962年3月
- かがく読みもの『ケロペットケロ』、豊玉三郎・山田太郎・しのだひでお、1961年4月 - 同年12月
- どうわ『タムタムおばけとジムジムおばけ』、立原えりか・馬場のぼる、1961年4月 - 同年8月
- せかいめいさく『子じかものがたり』、大野桂・勝山ひろし、1961年4月 - 同年8月
- 世界めいさく『トムおじさん』、ストー夫人（ハリエット・ビーチャー・ストウ）・大野桂・吉田郁也、1961年9月 - 1962年3月
- ゆかい読み物『むくれっ子あつまれ』、山中恒・若菜珪、1961年9月 - 1962年3月 ⇒ #たのしい四年生につづく
- 絵物語『赤いライフル』、黒木武・関根英二、1961年10月 - 1962年3月
- 『ゆりえさびしくないの』、立原えりか・立石清、1962年1月

- 『あなたも5がとれる』、高木藤樹・坂口太郎、1962年4月 - 1963年3月
- 『TV勉強室』、山本大二郎・センバ太郎、1962年4月 - 1963年3月
- 科学ぼうけん物語『もうれつ電光ロケット隊』、久米みのる・伊藤展安、1962年4月 - 1963年3月
- 世界名作『母をたずねて』、津村節子・勝山ひろし、1962年4月 - 同年8月
- 世界名作『海の子ロマン』、大野桂・勝山ひろし、1962年9月 - 1963年3月
- 『しゃしんとくしゅう』（社会科とくしゅう）、津田成一、1962年4月 - 同年12月
- 『クジラの森の少年』、前川康男・斎藤としお、1962年5月 -
- 『さくら子学級』、佐川茂・若菜珪、1963年1月 - 同年3月

漫画
- 『びんぼうがみ』、山内龍臣（山内竜臣）、1957年1月
- 『かっぱのクー』、馬場のぼる、1957年1月 - 1957年3月
- 『あきれたあきおくん』、ふじこふじお（藤本担当作）、1957年1月 - 1957年3月
- 『サンドイッチきょうだい』、倉金章介、1957年1月 - 1957年3月
- 『ぐるぐるまんが』、寺尾ともふみ（寺尾知文）、1957年2月
- 『まんがテレビかん』、鈴木英二、1957年3月
- 『あたまのてんべえ』、田中正雄、1957年1月 - 1958年3月
- 『べんちゃん』（べんきょうべんちゃん、勉強べんちゃん）、秋玲二、1957年1月・2月・4月 - 1958年3月
- 『てんてんちゃん』、倉金章介、1957年4月 - 1958年3月 ⇒ #たのしい四年生につづく
- 『よう子ちゃん』、やまねあおおに（山根ただし、山根青鬼）、1957年4月 - 同年12月 / 1958年3月
- 『ぴょっこりルルくん』、永田竹丸、1957年1月・3月 - 1958年3月 ⇒ #たのしい四年生につづく
- 『三ちゃん』、はやみりいち（早見利一）、1957年2月 - 1958年3月
- 『ハチはまけない』、山内竜臣、1958年1月 - 1958年3月 ⇒ #たのしい四年生につづく
- 『チッポくんこんにちは』、手塚治虫、1957年1月 - 同年12月
- 『ピンピン生ちゃん』、手塚治虫、1958年4月 - 1959年3月
- 『ラッキーちゃん』、寺田ヒロオ、1958年4月 - 1959年3月 ⇒ #たのしい四年生につづく
- 『ロボットSI号』、永田竹丸、1958年4月 - 同年9月・11月・12月 / 1959年3月
- 『ゆりちゃん』、山根たかし（山根赤鬼）、1958年4月 - 同年7月・9月・10月・11月・12月 / 1959年2月 ⇒ #たのしい四年生につづく
- 『空とびてんすけ』、島田啓三、1958年4月 - 同年11月
- 『森のバブー』、古沢日出夫、1958年4月 - 同年8月
- 『ほがらかまりちゃん』、板井れんたろう（板井レンタロー）、1958年4月 - 同年8月・10月・11月
- 『ぱちくりたいしょう』、宮坂栄一、1958年4月・6月・7月
- 『はつめい8ちゃん』、茨木啓一、1958年5月 - 同年7月・10月・12月 / 1959年2月
- 『走れ風太郎』、板井れんたろう（板井レンタロー）、1959年1月・3月 ⇒ #たのしい四年生につづく
- 『すずらんの花さけば』、高原かおる、1959年1月・3月
- 『青空くん』、早見利一、1959年2月
- 『ぼくはノロくん』、笹川ひろし、1959年3月

- 『ひかりちゃん』、やまねたかし（山根赤鬼）、1959年4月 - 1960年3月
- 『板チョコ天使』、しのだひでお・名和青朗、1959年4月 - 同年11月 / 1960年2月
- 『アップルくん』、永田竹丸、1959年4月 - 同年12月 / 1960年2月・3月
- 『ころ助わんぱく』、古沢日出夫、1959年5月 - 同年12月
- 『なぞのゆうれい寺』、内海一晃、1959年5月
- 『とんちまる』、茨木啓一、1959年5月 - 同年7月
- 『ロボ子さん』、前谷惟光、1959年7月 - 同年8月
- 『ピカ助とり物ちょう』、宮坂栄一、1959年8月 - 1960年3月
- 『ピオバちゃん』、渡辺茂・小野正雄、1959年9月 - 1960年3月
- 『たんていかんたろう』、金田光二、1959年9月 - 1960年2月
- 『コメットマン』、茨木啓一、1959年10月 - 1960年3月
- 『いそげジャイアンツ号』、もりやすなおや（森安なおや）、1960年1月 - 1960年3月
- 『アコのカナリヤ』、石森章太郎、1960年1月・3月 ⇒ #たのしい四年生につづく
- 『くれない真五』、水島順、1960年1月・3月 ⇒ #たのしい四年生につづく
- 『黒いとかげ』、江戸川乱歩・山田つねお、1960年1月・2月 ⇒ #たのしい四年生につづく

- 『ロケットマウス』、豊玉三郎・しのだひでお、1960年4月 - 1961年3月 ⇒ #たのしい四年生につづく
- 『三平くん』、名和青朗・やまねたかし（山根赤鬼）、1960年4月・6月・7月・8月・10月・11月・12月 - 1961年3月
- 『がんばれゴンベ』、そのやましゅんじ（園山俊二）、1960年4月 - 1961年3月 ⇒ #たのしい四年生につづく
- 『ぼくはマイティ』、高尾のりゆき、1960年4月 - 1961年3月
- 『まめたんくりすけ』、加来昭博、1960年4月 - 同年7月
- 『だんがんロック』、山田つねお、1960年4月 - 同年9月
- 『ちびのポルくん』、水野英子、1960年4月 - 同年8月
- 『つんころ大助』、北條誠・伊東あきお、1960年4月 - 同年12月
- 『山のたあちゃん』、永田竹丸、1960年5月 - 1961年3月
- 『パッチリさん』、わちさんぺい、1960年4月・5月・7月・8月・9月・11月・12月・1961年3月 ⇒ #たのしい四年生につづく
- 『名犬ラッシー』、藤子不二雄（藤本担当作）、1960年5月 - 1961年3月
- 『こだまSOS』、須藤輝雄・みなふじ進、1960年10月 - 1961年3月 ⇒ #たのしい四年生につづく
- 『おめめちゃん』、江原伸、1961年1月・2月 ⇒ #たのしい四年生につづく
- 『おいらはししまる』、門馬孝一、1960年4月・7月・8月
- 『ふたりのよっちゃん』、門馬孝一、1960年9月
- 『ゆび切りげんまん』、みねたろう、1960年10月
- 『よっちんとうしゅ』、石井いさみ、1960年11月

- 『山いも先生』、その山しゅんじ（園山俊二）、1961年4月 - 1962年3月
- 『白バイボーイ』、久米みのる・楠高治、1961年4月 - 1962年3月
- 『ノンキーロボット』、永田竹丸、1961年4月 - 1962年3月
- 『おめめちゃん』、江原伸、1961年4月・5月・7月・9月・12月 - 1962年3月
- 『サボテン三人組』、しのだひでお、1961年5月 - 1962年3月
- 『名犬ラッシー』、高尾のりゆき、1961年4月 - 同年7月
- 『スーパー3ごう』、神之峰城・加来昭博、1961年4月 - 同年7月
- 『かけろセントール』、藤子不二雄（藤本担当作）、1961年4月 - 同年5月・7月 - 同年9月
- 『夕やけ天使』、高垣葵・みねたろう（峯たろう）、1961年4月 - 同年6月
- 『まゆみのやくそく』、神之峰城・木村光久、1961年5月 - 同年6月
- 『ふたつぼし』、神之峰城・古城武司、1961年8月 - 1962年3月
- 『宇宙レンジャー』、宮川一郎・みなふじ進、1961年8月 - 1962年3月
- 『おねえさん』、竹原セツ子、1962年1月

- 『手ぶくろてっちゃん』、藤子不二雄（藤本担当作）、1962年4月 - 1963年1月
- 『スイートピーちゃん』、竹原セツ子、1962年4月 - 1963年3月
- 『T3まんが大学』、木の実和、1962年4月 - 同年6月
- 『ママちゃんパパ』、そのやましゅんじ（園山俊二）、1962年4月 - 同年7月
- 『けとばしロケット』、そのやましゅんじ（園山俊二）、1962年8月 -
- 『KO先生なぞをとく』、古木久・しのだひでお、1962年4月 - 同年8月
- 『ピックルくん』、永田竹丸、1962年4月 - 同年6月
- 『O･K記者のしゃしんほうもん』、永田竹丸、1962年9月 - 1963年3月
- 『くずかごぼうず』、江原伸、1962年4月 - 同年8月・10月 - 同年12月
- 『走れはやぶさ』、吉田龍夫（吉田竜夫）・丸山健二、1962年7月 - 1963年3月
- 『かけろサブちん』、つのだじろう、1962年9月
- 『ゴリラ五郎くん』、藤子不二雄（安孫子素雄担当作）、1963年1月 - 1963年3月（3月は別冊付録）
- 『でめきんくん』、松下ちよし、1963年2月・3月
- 『ポンコツ兄弟』、板井レンタロー、1963年2月・3月
- 『ガクボウくん』、よこたとくお、1963年2月・3月

### たのしい四年生
『たのしい四年生』（たのしいよねんせい）は、かつて存在した日本の学年別の総合雑誌である。編集・発行講談社。1958年4月創刊、1963年3月休刊。前身雑誌は『幼年クラブ』（1946年 - 1958年）で、1958年3月に発行された第14巻第3号を最後に誌名を変更、『たのしい四年生』へと発展した。講談社の学年誌全6誌のうちで、唯一、新創刊ではない雑誌である。
小説
- 『山から来た天使』、富沢有為男・谷俊彦、1958年4月 - 1959年3月
- 『おねえさんといっしょ』、筒井敬介（荒川行雄・小柳徹・横山道代）、1958年4月 - 1959年3月
- 『日真名氏飛び出す』、双葉十三郎・中村たけお（中村猛男）、1958年4月 - 1959年3月
- 『ゆかい学校』、寺尾ともふみ・村山賢一、1958年5月 - 1959年3月
- 『青空わかさま』、西条八十・小林秀美、1958年4月 - 同年11月
- 『カムイの子の歌』、平塚武二・桑名きよし、1958年4月 - 同年11月
- 『空にさく花』、三谷晴美・江川みさお、1958年4月 - 同年11月
- 『お話日本史』、中沢巠夫・南村喬、1958年8月 - 1959年3月
- 『月光都市』、瀬川昌男・依光隆、1959年1月 - 1959年3月
- 『サランガのぼうけん』、白木茂・清水勝、1959年1月 - 1959年3月
- 『ひみつの花ぞの』、山本藤枝・江川みさお、1959年1月・3月
- 偉人伝記物語『少年リンカーン』、久米元一・深尾徹也、1959年1月 - 1959年3月
- 科学たんてい小説『コンドル王子』、尺丈助・立石清、1959年4月 - 1960年3月
- 『黒丸雲をよべ』、平野直・吉田郁也、1959年4月 - 1960年3月
- 文芸小説『おさるこぞう』、火野葦平・梁川剛一、1959年4月 - 同年6月
- 少女小説『風の子』、壺井栄・若菜珪、1959年4月 - 同年7月
- 動物読物『又造じいさんの話』、戸川幸夫・古賀亜十夫、1959年4月 - 同年12月
- 名作絵物語『タイタニック号のきょうだい』、那須辰造・相沢光朗、1959年4月 - 同年10月
- ゆうじょう小説『見える星見えない星』、筒井敬介・沢田重隆、1959年4月 - 同年12月
- 『進め火星号』、亀山龍樹・中沢武臣、1959年7月 - 同年12月
- 『記者ぽっぽくん』、筒井敬介・田村節子、1960年1月・3月
- 『赤い屋根の家』ぜんぺん・かいけつへん、佐野洋・岩田浩昌、1960年1月
- つづき学校小説『オーケー先生』、石山透・矢車涼、1960年4月 - 1961年3月
- つづき写真小説『コモド島の怪獣』、尺丈助・薗崎俊二、1960年4月 - 1961年3月
- 『きおくのない人』、佐野洋・吉田郁也、1960年4月 - 同年6月
- 『チューインガムのひみつ』、佐野洋・吉田郁也、1960年7月 - 同年9月
- つづき探偵小説『顔のない使者』、福本和也・吉田郁也、1960年11月 - 1961年3月
- 野球物語『玉うち一平物語』、高橋健・岩田浩昌、1961年4月 - 同年12月
- 『日本のどこかの学校で』、保永貞夫・谷俊彦、1961年4月 - 1962年3月
- 写真物語『少年トップ記者』、久米みのる・薗崎俊二、1961年4月 - 1962年3月
- 動物小説『名犬ボビーの冒険』、中山光義・古賀亜十夫、1962年1月 - 1962年3月
- 文芸読み物『むくれっ子あつまれ』、山中恒・若菜珪、1962年4月 - 1962年6月
- 偉人物語『磐梯山にこだまする』、中山信夫・吉田郁也、1962年4月 - 1962年5月
- 偉人物語『カールの動物園』、神戸淳吉・吉田郁也、1962年6月 - 1962年7月
- 写真小説『少年捜査局』、宮敏彦・薗崎俊二、1962年4月 - 1963年3月
- 少年小説『ゴンちゃんがんばる』、入江徳郎・谷俊彦、1962年7月 - 1963年3月

漫画
- 『金のすず銀のすず』、武内つなよし・佐田栄子、1958年4月 - 1959年3月 ⇒ #たのしい五年生につづく
- 『てんてんちゃん』、倉金章介、1958年4月 - 1959年3月
- 『ほがらか一家』、山根ただし、1958年4月 - 同年6月 / 山根あおおに（山根青鬼）、1958年8月 - 1959年3月 ⇒ #たのしい五年生につづく
- 『ハチはまけない』、山内竜臣、1958年4月 - 1959年2月
- 『進めロボット ロケットX号』、小山内宏、1958年4月 - 同年6月
- 『びょっこりルルくん』、永田竹丸、1958年4月・6月 - 同年11月
- 『おおそうじの一日』、松本かつぢ、1958年5月
- 『マイティマウス』、ナナ通信（英語版）特約、1958年6月
- 『若乃花物語』、太田じろう、1958年4月 - 同年11月
- 『エジソンボーイ』、小山内宏、1958年8月 - 同年11月
- 『あらしに歌う』、谷川一彦、1959年1月・3月 ⇒ #たのしい五年生につづく
- 『つりがねゴンベエ』、太田じろう、1959年1月・2月
- 『たんていタップタップ』、久米みのる・藤子不二雄（藤本担当作）、1958年4月 - 同年8月
- 『タップタップの世界めぐり』、久米みのる・藤子不二雄（藤本担当作）、1958年9月 - 1959年1月・3月
- 『わが名はXくん』、藤子不二雄（安孫子担当作）、1959年11月 - 1960年3月 ⇒ #たのしい五年生につづく
- 『ゆりちゃん』、山根たかし、1959年4月 - 1960年3月
- 『アローキッド』、岸本修、1959年4月 - 1960年3月
- 『スーパートップ』、茨木啓一、1959年4月 - 1960年3月
- 『ふたりのしあわせ』、加来昭博、1959年12月 - 1960年3月
- 『おにあざみ』、矢代堅二・山田常夫、1960年1月 - 1960年3月
- 『名犬ラッシー』、小山内宏、1959年7月 / 辻みさお、同年9月 / 金田光二、同年11月・1960年1月・3月
- 『白馬のきし ロッキーナイト』、井上さとる、1959年4月 - 同年12月
- 『あこがれのつばさ』、高橋真琴、1959年4月 - 同年12月
- 『ラッキーちゃん』、寺田ヒロオ、1959年4月 - 同年12月
- 絵物語『タトルくんのぼうけん』、久米みのる・藤子不二雄（合作）、1959年4月 - 同年6月
- 『走れ風太郎』、板井れんたろう（板井レンタロー）、1959年5月 - 同年10月
- 『のんきのん助』、ふじこふじお（安孫子担当作）、1959年9月
- 『少年オリンピア』、山内竜臣、1959年12月 - 1960年1月
- 『スーパーキャッティ』、久米みのる・藤子不二雄（藤本担当作）、1960年4月 - 同年5月
- 『黒いとかげ』、江戸川乱歩・山田つねお、1960年4月 - 同年5月
- 『ひかりちゃん』、やまねたかし（山根たかし）、1960年4月 - 同年5月
- 『消えた黒えんとつ』、佐野美津男・中村猛男、1960年4月 - 同年5月
- 『くれない真五』、水島順、1960年4月 - 同年6月
- 『コルト45』、藤子不二雄（安孫子担当作）、1960年4月 - 同年8月 ⇒ #たのしい五年生につづく
- 『アコのカナリヤ』、石森章太郎、1960年4月・6月 - 同年9月
- 『夜光島魔人』、横山光輝、1960年4月 - 1961年3月
- 『少年探偵団』、江戸川乱歩・泉ゆき雄、1960年6月 - 1961年3月
- テレビ絵物語『竜巻小天狗』、宝塚映画製作所・たつみ勝丸（小松立美）、1960年5月 - 同年12月
- 『とうめい人間』、竜水信太郎・小松崎茂、1960年5月 - 1961年3月
- 『トンネルチーム』、赤塚ふじお（赤塚不二夫）、1960年5月 - 1960年10月
- 『らーめん親子』、花登筺・伊東章夫、1960年8月 - 1961年3月
- 『ハテ夫とリカちゃん』、秋玲二、1960年9月 - 1960年10月
- 『海はよんでいる』、保谷よしぞう、1960年10月 - 同年11月
- 『パッチリさん』、わちさんぺい、1961年4月 - 同年6月
- 『名馬フリッカ』、三島みちひこ、1960年11月 - 1961年3月 / 1961年4月 - 1961年7月
- 『こだまSOS』、みなふじ進・すどうてるお、1961年4月 - 同年8月
- 『ロケットマウス』、豊玉三郎・しのだひでお、1961年5月 - 同年8月
- 『でっちのヒョロ松どん』、花登筐・山根たかし、1960年5月 - 1961年3月 / 花登筐・山根あかおに（山根赤鬼）、1961年5月 / 花登筐・泉ゆき雄・小野正雄、1961年6月 - 同年10月
- 『がんばれゴンベ』、そのやましゅんじ（園山俊二）、1961年4月 - 1962年3月
- 『もうれつ いなずま部隊』、泉ゆき雄、1961年4月 - 1962年3月
- 『ミコちゃん学級』、東浦美津夫、1961年4月 - 1961年5月 / 八木基克・東浦美津夫、1961年7月 -
- 『はりきり首相』、藤子不二雄（安孫子担当作）、1961年4月 - 同年12月
- 『ホームラン球太』、板井レンタロー、1961年10月 - 1962年2月
- 『スーパーケンちゃん』、田中正雄、1961年10月 - 1962年3月
- 『エリちゃんママ』、伊東あきお、1961年11月 - 1962年3月
- 『にじをつかむ少年』、久米みのる・保谷よし三（保谷よしぞう）、1962年1月 - 1962年3月
- 『山いも先生』、その山しゅんじ（園山俊二）、1962年4月 - 同年12月
- 『1･2の三四ちゃん』、田中正雄、1962年4月 - 同年6月
- 『おめめちゃん』、江原伸、1962年5月 - 同年12月
- 『げんこつGメン』、泉ゆき雄、1962年5月 - 同年11月
- 『バットくん』、永田竹丸・井上一雄、1962年5月 - 1962年8月 / 鈴木英二、1962年9月 - 1963年3月
- 『西部まんが シラノ・ザ・キッド』、藤子不二雄（安孫子担当作）、1962年7月
- 『そよ風とわたし』、竹本みつる、1962年10月 - 1963年3月
- 『黒いタンク』、望月三起也、1963年1月 - 1963年3月
- 『まんがほうもん』、つのだじろう、1963年1月 - 1963年3月

### たのしい五年生
『たのしい五年生』（たのしいごねんせい、1959年 - 1963年）は、かつて存在した日本の学年別の総合雑誌である。編集・発行講談社。1959年4月創刊、1963年3月休刊。
- 「国語」、上飯坂好美、1962年4月 - 1963年3月
- 「社会」、伴定子、1962年4月 - 1963年3月
- 「算数」、吉本至、1962年4月 - 1963年3月
- 「理科」、大内興人、1962年4月 - 1963年3月
- 「音楽」、石水修二、1962年4月 - 1963年3月
- 「英語」、滝口正史、1962年4月 - 1963年3月

小説
- 『敵の大将』、桑島道夫・梁川剛一、1961年1月 - 1961年3月
- 『なぞの飛行機 赤いつばさ』、志賀ひろし・古賀亜十夫、1960年11月 - 1961年3月
- 『とばせ!黄金ヘルメット』、T5プロダクション・小畑やすし、1960年5月 - 同年12月
- 写真物語『ホームラン探偵団』、豊玉三郎・T5プロ、1961年4月 - 1962年3月 ⇒ #たのしい六年生につづく
- ユーモア物語『わたしはデコちゃん』、花村ヒデコ・矢車涼、1961年4月 - 1962年3月
- 『一九九九年の世界 これが宇宙だ』、志賀ひろし・伊藤展安、1961年4月 - 1962年3月
- 世界秘境探検物語『なぞの黄金都市』、保永貞夫・遠藤昭吾、1961年4月 - 同年8月
- 世界秘境探検物語『かがやけ!オーロラ』、保永貞夫・遠藤昭吾、1961年9月 - 同年12月
- 秘境物語『南海の黒しんじゅ』、保永貞夫・遠藤昭吾、1962年1月 - 1962年3月
- 探偵小説『ぼくらの非常線』、速水敬吾・岩田浩昌、1962年1月 - 1962年3月
- 伝記物語『リンカーン』、久米元一・梁川剛一、1962年4月 - 1963年3月
- 「未来物語」、志賀ひろし・遠藤昭吾、1962年4月 - 1963年3月
- 「動物物語」、保永貞夫・戸川幸夫・清水勝、1962年4月 - 1963年3月
- 写真物語『ハイウェー超特急』、豊玉三郎・T5プロ、1962年4月 - 1963年3月
- 「けっさくたんてい小説」、鶴見正夫・石原豪人、1962年4月 - 1963年3月

漫画
- 『十三のつめ』、三島みちひこ・土橋庸、1959年4月 - 1959年5月 / 1959年8月 - 1959年10月
- 『あらしに歌う』、谷川一彦、1959年4月 - 1959年5月 / 1959年9月 - 1959年12月
- 『金のすず銀のすず』、武内つなよし、1959年4月 - 1959年6月
- 『弱虫旅日記』、イズミ太郎、1959年6月 - 1959年7月
- 『太平洋魔城』、山内竜臣、1959年6月 - 1959年8月 / 1959年10月 - 1959年12月
- 『ほがらか一家』、山根青鬼、1959年5月 - 1959年8月 / 1959年10月 - 1959年12月
- 『ロケット五郎』、久米みのる・藤子不二雄（藤本担当作）、1959年4月 - 1960年3月
- 『走れ朝風』、東浦美津夫、1959年4月 - 1960年3月
- 『くるま一平』、武内つなよし、1959年7月 - 1960年3月
- 『人形少女』、楳図かずお、1960年1月 - 1960年3月 ⇒ #たのしい六年生につづく
- 『まんがげきじょう』、板井レンタロー、1960年1月 - 1960年3月
- 『チャンネル小ぞう』、三島みちひこ、1960年1月 - 1960年3月 ⇒ #たのしい六年生につづく
- 『スピード太郎』、山内たつみ（山内竜臣）、1960年4月 - 同年10月
- 『がんばれデカ』、三島みちひこ、1960年4月 - 同年10月
- 『ハヤブサ探偵長』、大津皓一・小松立美（たつみ勝丸）、1960年4月 - 同年10月
- 『わが名はXくん』、藤子不二雄（安孫子担当作、藤子ふじお表記の場合あり）、1960年4月 - 同年11月 ⇒ #たのしい六年生につづく
- 『でんすけくん』、やまねあおおに（山根青鬼）、1960年4月 - 1961年3月
- 『ドンキーのぼうけん』、そのやましゅんじ（園山俊二）、1960年4月 - 1961年3月
- 『おカズちゃん』、赤塚不二夫、1960年4月 - 1961年3月
- 『おうい!でぶちん』、武内つなよし、1960年4月 - 1961年3月
- 『ロケットボーイ』、久米みのる・藤子不二雄（藤本担当作）、1961年1月 - 1961年3月
- 『白い星赤い星』、東浦美津夫、1960年4月 - 1961年3月
- 『風の小太郎』、山内竜臣、1960年4月 - 1961年3月
- 『じゃじゃ馬天使』、加来昭博、1961年1月 - 1961年3月
- 『山びこ行進曲』、三島みちひこ、1961年1月 - 1961年3月
- 『コルト45』、藤子不二雄（安孫子担当作）、1961年4月 - 同年5月
- 『リコはごきげん』、加来昭博、1961年4月 - 同年12月
- 『マジックボーイ』、久米みのる・東信二、1961年4月 - 1962年3月 ⇒ #たのしい六年生につづく
- 『ボクはなんでもしっている』、赤塚不二夫、1961年4月 - 1962年3月
- 『大空パンチ』、山内たつみ、1961年4月 - 1962年3月
- 『ジャイアン』、泉ゆき雄、1961年4月 - 1962年3月
- 『チャンネルこぞう』、三島みちひこ、1961年7月 - 1962年3月 ⇒ #たのしい六年生につづく
- 『うなれ!白球』、花岡しろう、1962年1月 - 1962年3月 ⇒ #たのしい六年生につづく
- 『にじをつかむ少年』、久米みのる・保谷よしぞう、1962年4月 - 同年8月
- 『世界びっくり旅行』、山内たつみ、1962年4月 - 1963年3月
- 『オーちゃんと十一人のなかま』、赤塚不二夫、1962年4月 - 1963年3月
- 『ホームラン球太』、板井れんたろう（板井レンタロー）、1962年4月 - 1963年3月
- 『おいらは9ちゃん』、三島みちひこ、1962年4月 - 同年6月
- 『富士子』、保谷よしぞう、1962年9月 - 1963年3月
- 『もうれついなずま部隊』、泉ゆき雄、1962年9月 - 1963年3月
- 『ゴキゲンくん』、宇田八郎、1962年9月 - 1963年3月

### たのしい六年生
『たのしい六年生』（たのしいろくねんせい）は、かつて存在した日本の学年別の総合雑誌である。編集・発行講談社。1960年4月創刊、1963年3月休刊。講談社の学年誌のうちで、もっとも短命に終った。
- 『小金馬のデンスケかついで』、三遊亭小金馬（四代目 三遊亭金馬）、1960年4月 - 同年5月（録音機デンスケの企画）
- 『フォノシートで英語に強くなろう』、吉田正俊・G.S.ヘインズ、1963年1月 - 1963年3月
- 『ローマ字コーナー』、高井研一郎、1962年4月 - 1963年3月
- 『六年生の相談室』、早川元二、1962年4月 - 1963年3月
- 「工作・手芸」、一条卓也、1963年1月 - 1963年3月
- 「社会」、古川清行、1962年4月 - 1963年3月
- 「国語」、谷岡勝三郎、1962年4月 - 1963年3月
- 「音楽」、古江綾子、1962年4月 - 1963年3月
- 「算数」、栗原九十郎、1962年4月 - 1963年3月
- 「理科」、西野戍俊、1962年4月 - 1963年3月
- 『ことばの知識』、上飯坂好美、1962年1月 - 1962年3月

小説
- 『少年パトロール』、福本和也・石原豪人、1960年4月 - 1961年3月
- 『さかだち日記』、森いたる・高橋国利、1960年4月 - 1961年3月
- 『背番号1』、久米みのる・石井勝利、1960年9月 - 1960年12月
- 時代小説『敵の大将』、桑島道夫・梁川剛一、1961年4月 - 1962年3月
- 探偵小説『ヘッドライト』、速水敬吾・吉田郁也、1961年4月 - 1962年3月
- 『火のひとみ』、早乙女勝元・武部本一郎、1962年4月 - 1963年3月（1964年『火の瞳』単行本化、挿絵鈴木義治）
- 「科学小説」シリーズ、園山俊二、1963年1月 - 1963年3月
- 写真小説『ホームラン探偵団』、豊玉三郎・T6プロ、1962年4月 - 1963年3月
- 『マジックボーイ』、久米みのる・東信二、1962年4月 - 同年11月

漫画
- 『ピンボケくん』、きくち三夫、1960年4月 - 同年7月
- 『ハイドロ魔人』、豊田みのる、1960年4月 - 同年7月
- 『チャンピオン刑事』、保谷よしぞう、1960年4月 - 同年7月
- 『チャンネル小僧』、三島みちひこ、1960年4月 - 同年9月
- 『冒険トリオ』、竜水信太郎、1960年4月 - 同年10月
- 『火星少年』、東信二、1960年4月 - 1961年3月
- 『まぼろし平原』、木山シゲル、1960年4月 - 1961年3月
- 『人形少女』、楳図かずお、1960年4月 - 1961年3月
- 『こんにゃくボーイ』、やまねあおおに（山根青鬼）、1960年5月 - 1961年3月
- 『ゴクロウくん』、よこたとくお、1960年8月 - 1961年3月
- 『西郷くん』、板井レンタロー、1960年10月 - 1961年3月
- 『たたかえ!完治』、山田えいじ、1960年10月 - 1961年3月
- 『わが名はXくん』、ふじこふじお（安孫子担当作）、1961年4月 - 1962年3月
- 『6ちゃん』、やまねあおおに（山根青鬼）、1961年4月 - 1962年3月
- 『ネムソウくん』、よこたとくお、1961年4月 - 1962年3月
- 『進め!フジオ』、東信二、1961年4月 - 1962年3月
- 『冒険隊長』、木山シゲル、1961年4月 - 同年12月
- 『あすなろ少女』、しのぶみゆき、1961年4月 - 同年12月
- 『ジュードーくん世界をいく』、武内つなよし、1962年4月 - 同年6月
- 『うなれ!白球』、花岡しろう、1962年4月 - 1963年3月
- 『ブンちゃん記者』、板井レンタロー、1962年4月 - 1963年3月
- 『金坊やあい!』、そのやましゅんじ（園山俊二）、1962年4月 - 同年12月

## CMソング
- 「講談社の歌」
  - 作詞：野坂昭如、作曲：いずみたく、歌：楠トシエ
  - 1960年発売の10インチLP『みんなが知ってるコマーシャル・ソング集』、2007年発売のCD『“元祖コマソンの女王”楠トシエ大全』収録。